# ZIL
Zavod imeni Lihaciova (rusă Завод имени Лихачёва (ЗиЛ), cunoscut mai mult ca ZIL sau ZiL, este un fost producător rus de camioane,  și tehnică grea, care de asemenea a mai produs automobile de lux pentru foștii lideri sovietici, microbuze, tehnică militară și aerosănii. Limuzinele ZIL erau comparabile ca valoare cu modele ca Maybach și Rolls-Royce, dar aproape necunoscute în afara CSI.

## Istoric
A fost fondat în 1916 sub denumirea Avtomobilnoe Moskovskoe Obșcestvo (AMO).

## Modele

### Limuzine
- ZIS-101 (1936)
- ZIS-102 (1938, modificație a ZIS-101)
- ZIS-110 (1945)
- ZIS-115 (versiunea blindată a lui ZIS-110)
- ZIL-MZ (prototip, 1962)
- ZIL-111 (1958)
- ZIL-114 (1967)
- ZIL-115 (1972)
- ZIL-117 (1972, ZIL-114 scurtat)
- ZIL-4102 (prototip, 1988)
- ZIL-4104 (1978)
- ZIL-4105 (1988, versiunea blindată a lui ZIL-41047)
- ZIL-41041 (1985, versiunea cu 5 locuri a lui ZIL-41047)
- ZIL-41042
- ZIL-41044
- ZIL-41045 (1983, ZIL-4104 modificat)
- ZIL-41047 (1985)
- ZIL-41072 (1988, versiune de escortă a ZIL-41047)
- ZIL-4112 (2005?, concept)
- ZIL-4112R (2012)

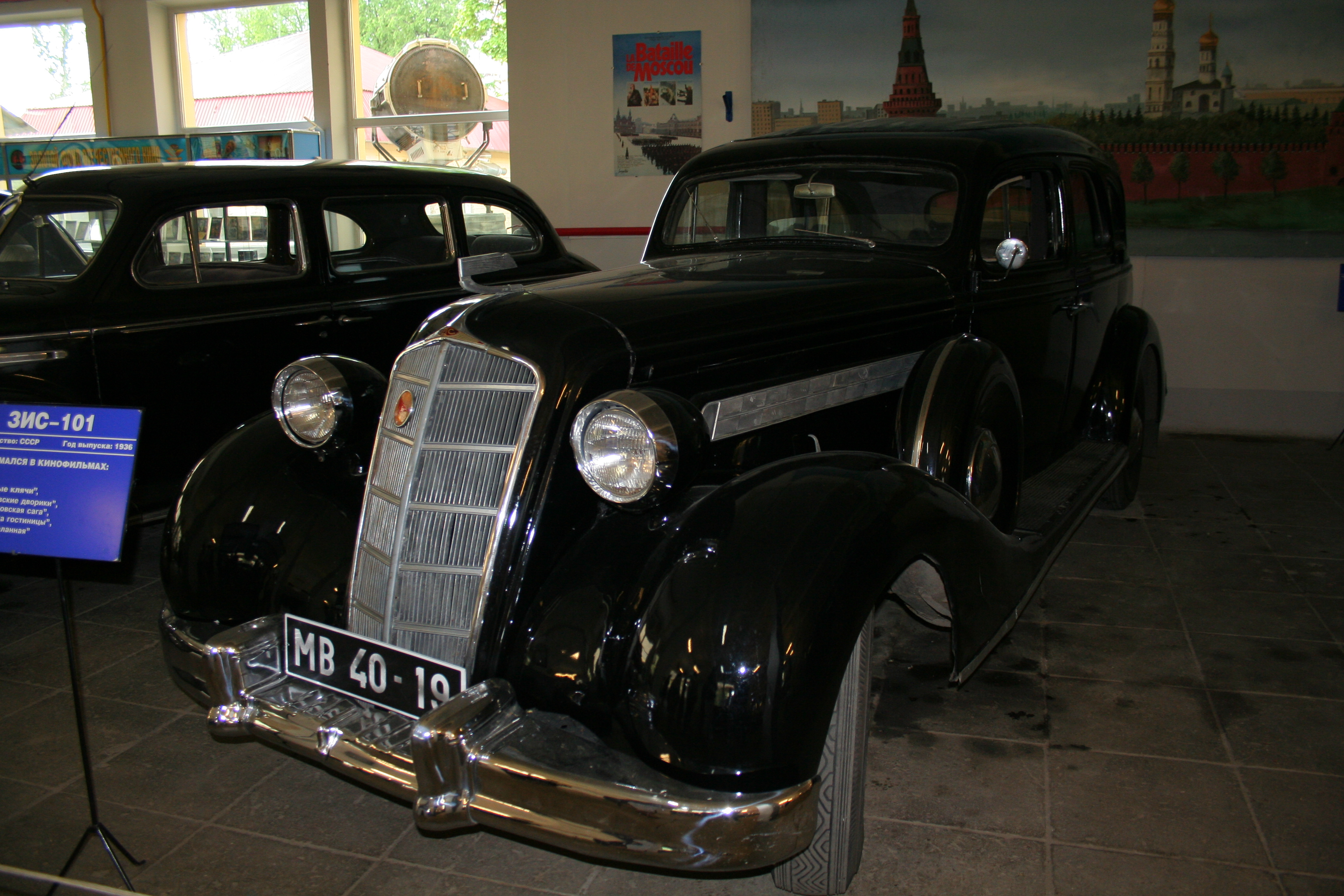
ZIS-101
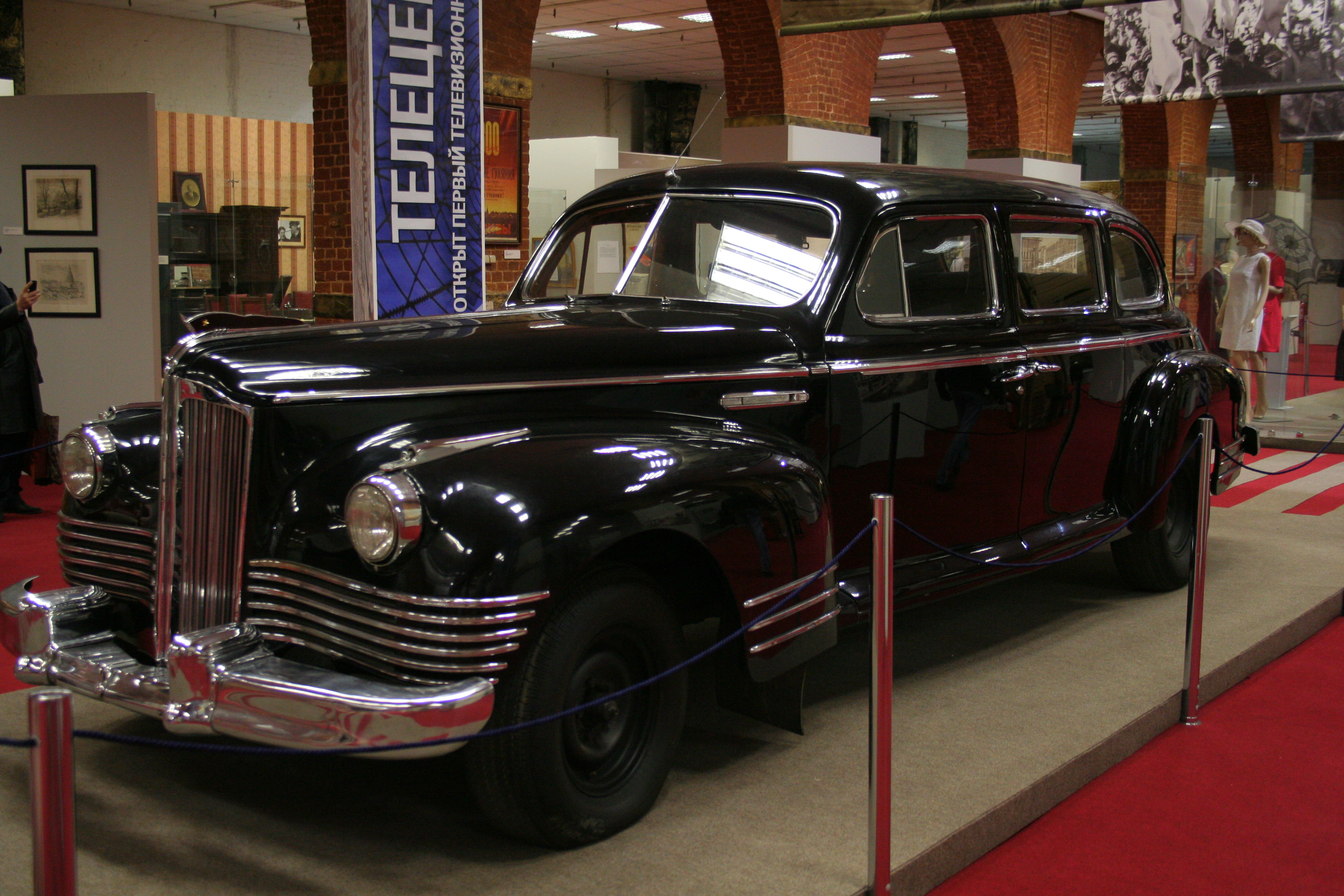
ZIS-110
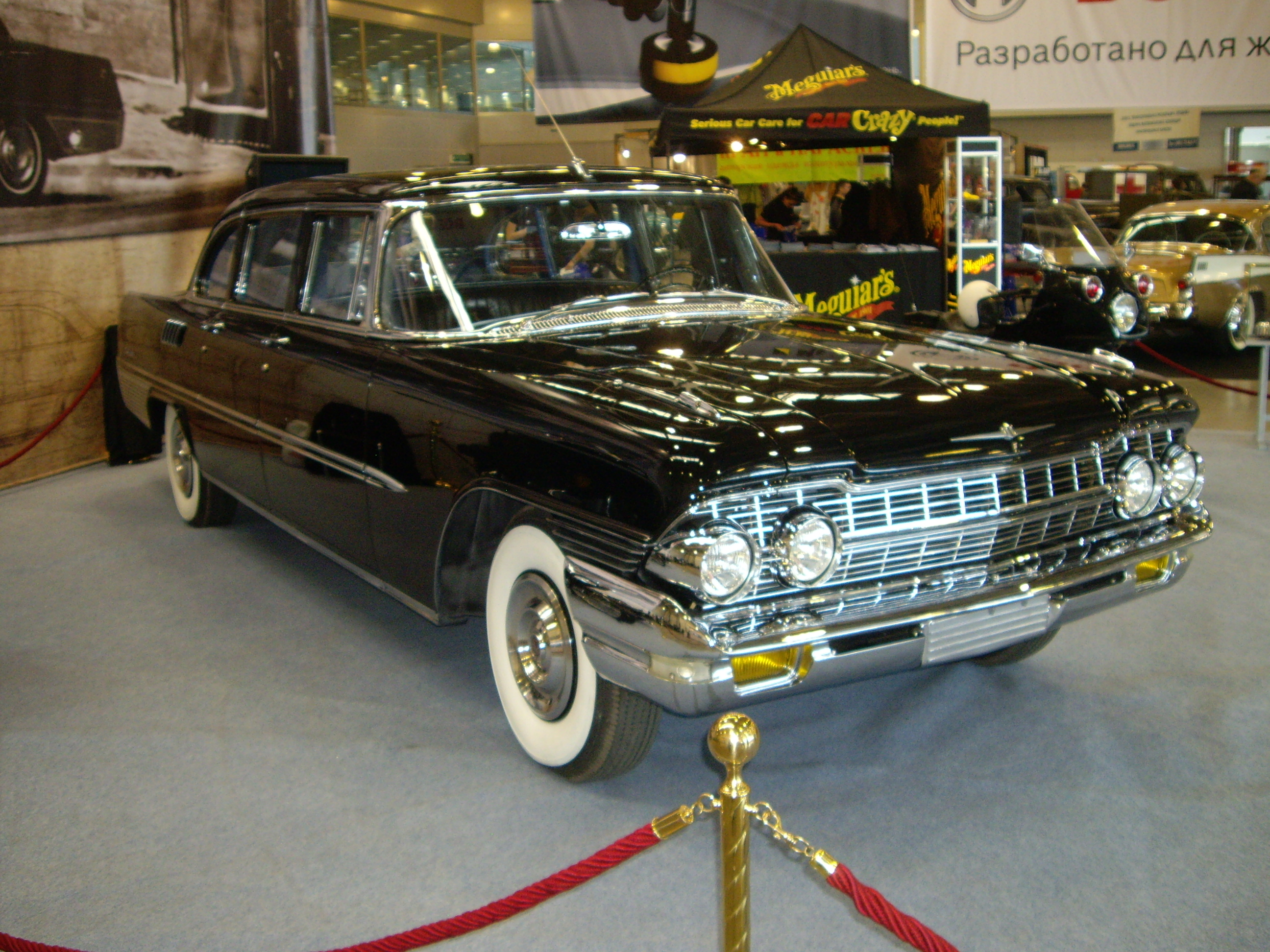
ZIL-111
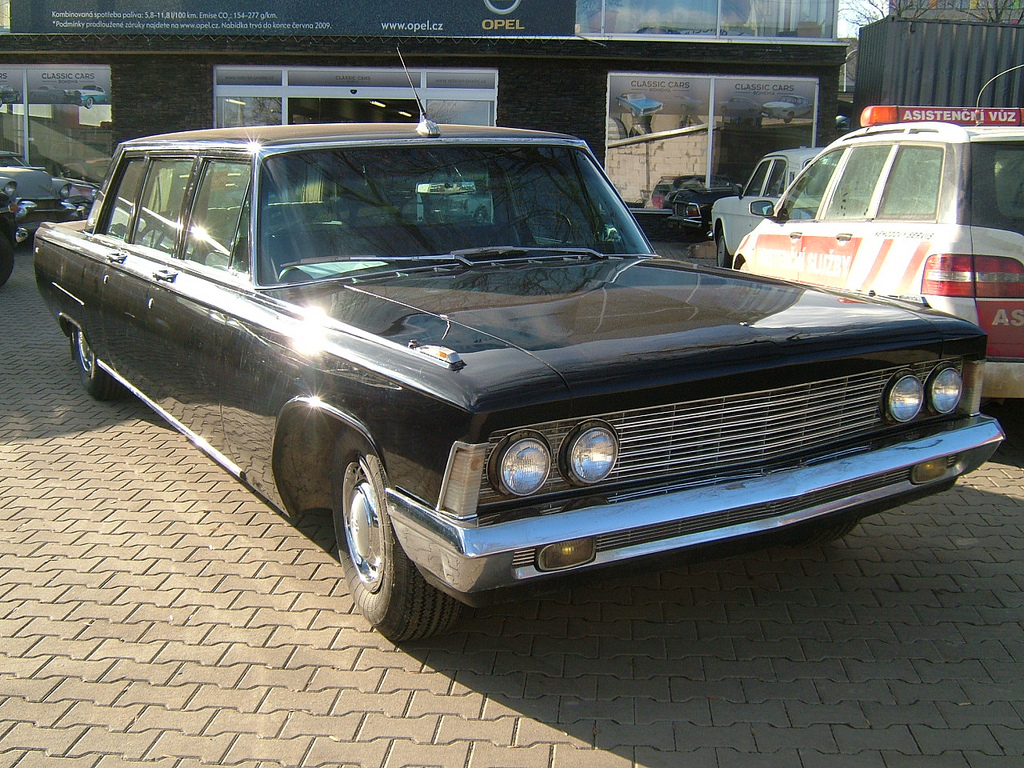
ZIL-114
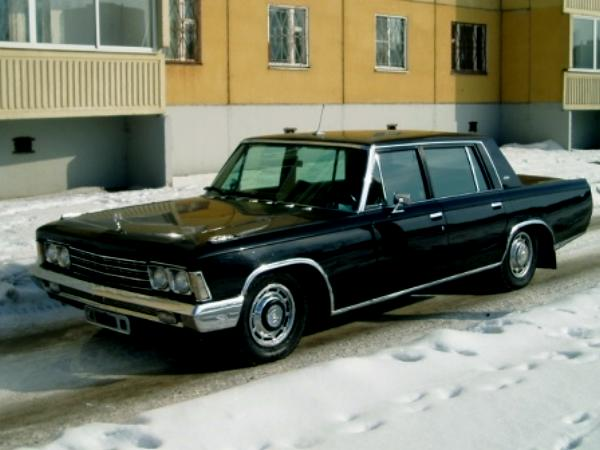
ZIL-117
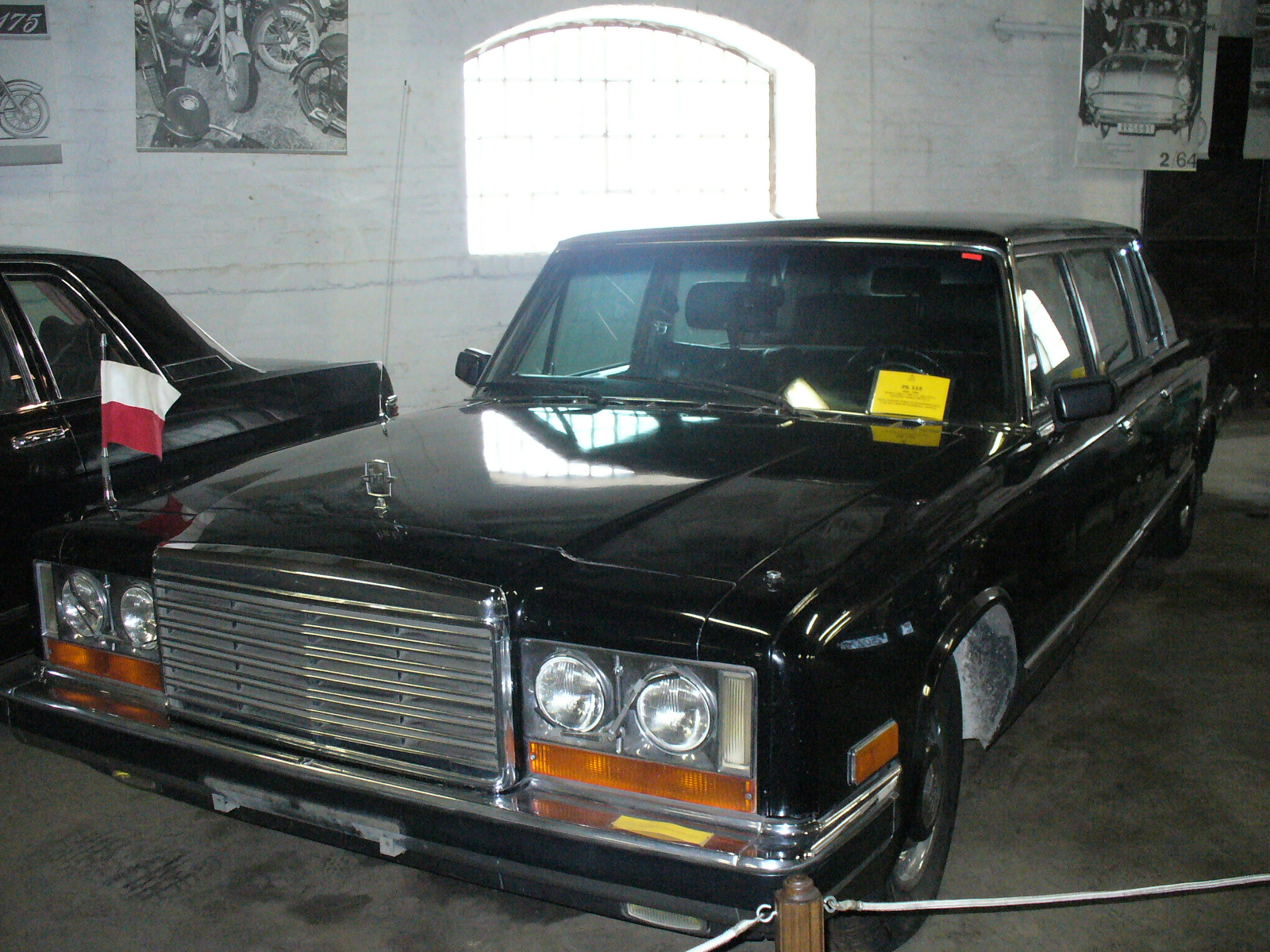
ZIL-4104
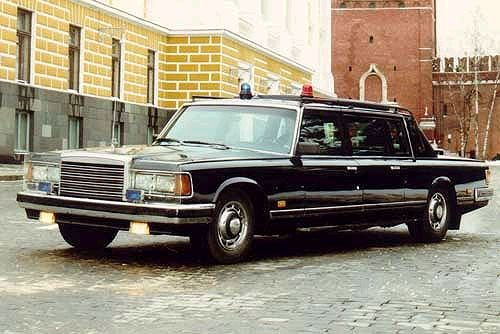
ZIL-41047

### Camioane

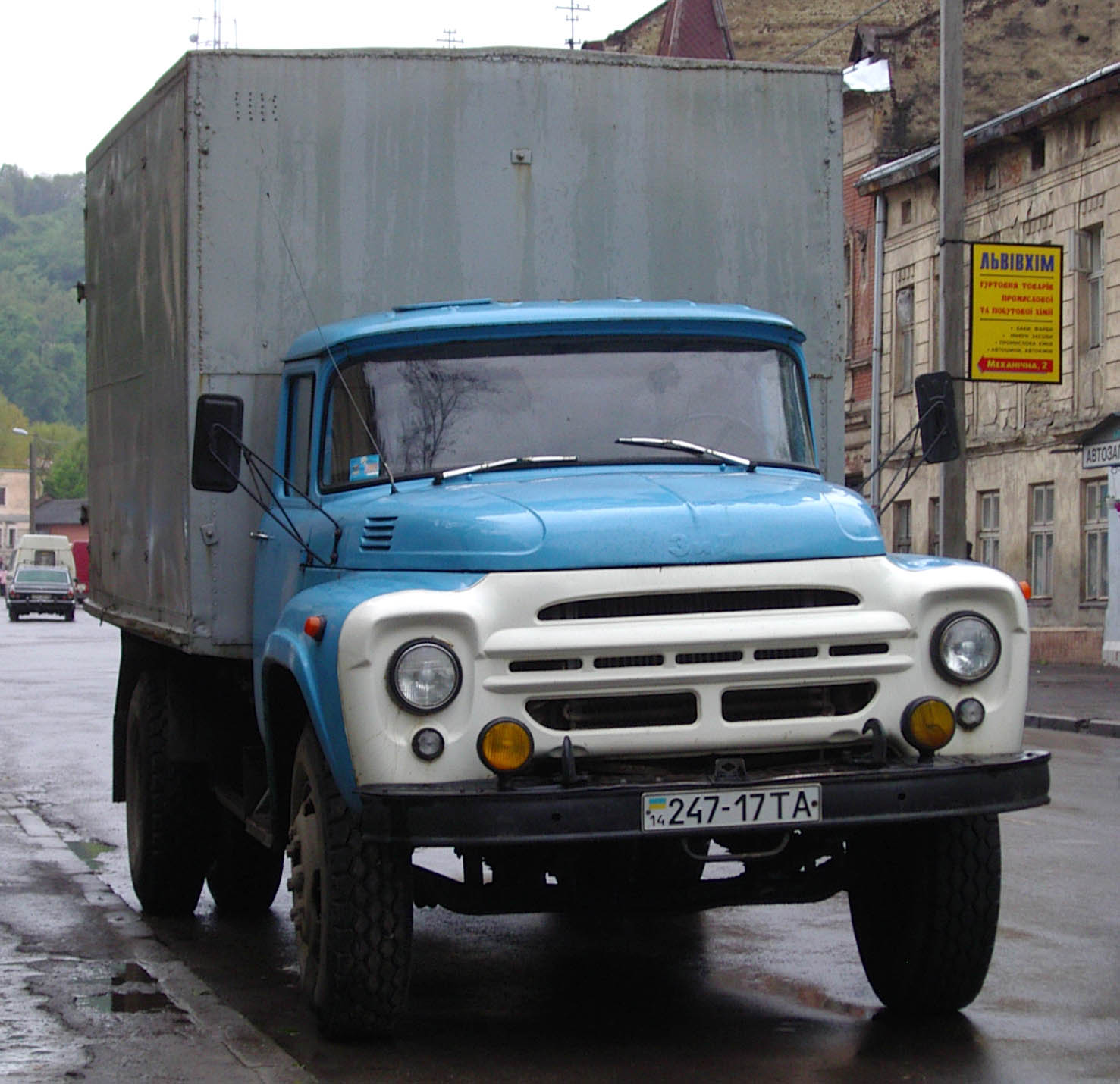
ZIL 130

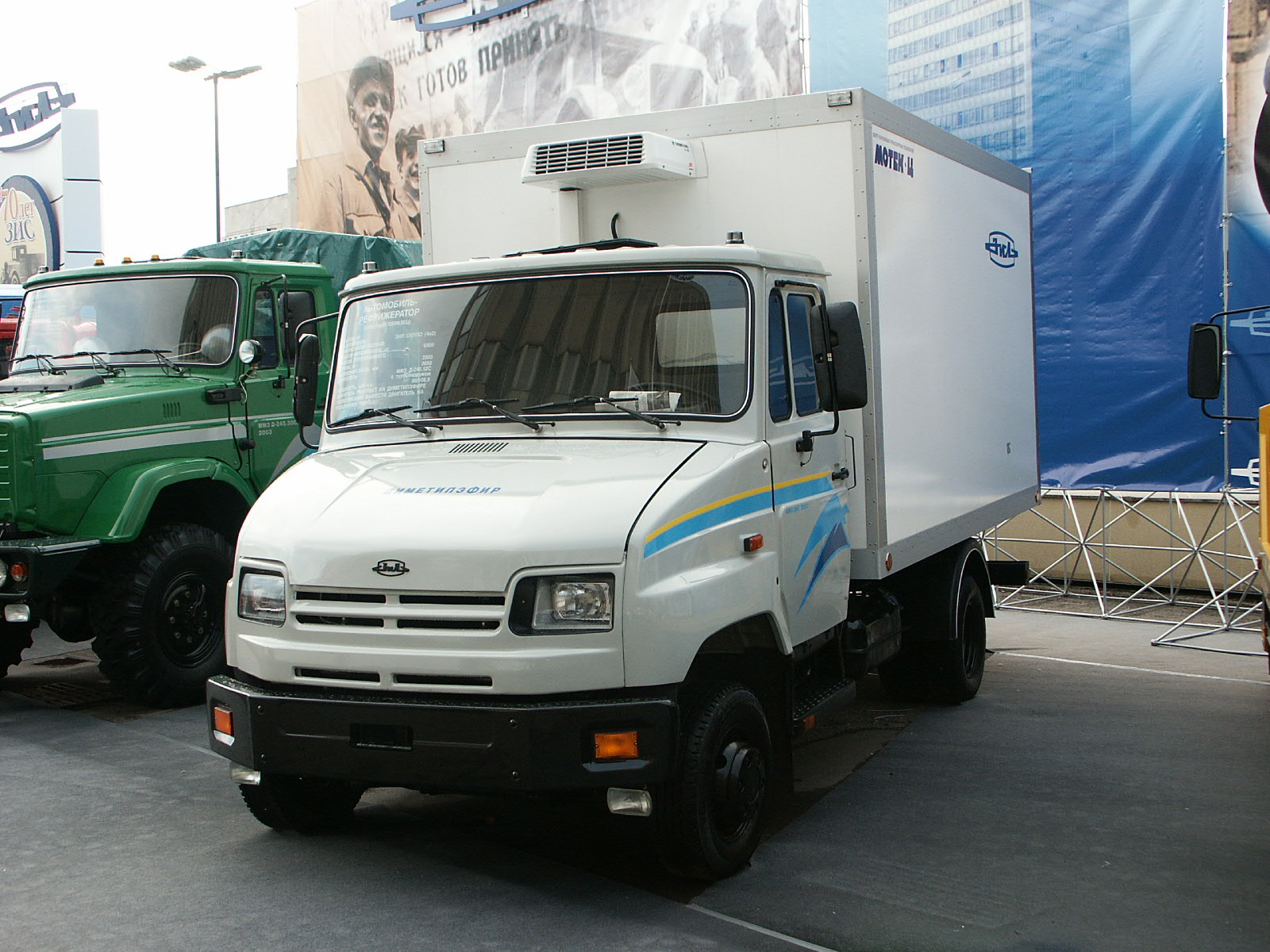
ZIL 5301

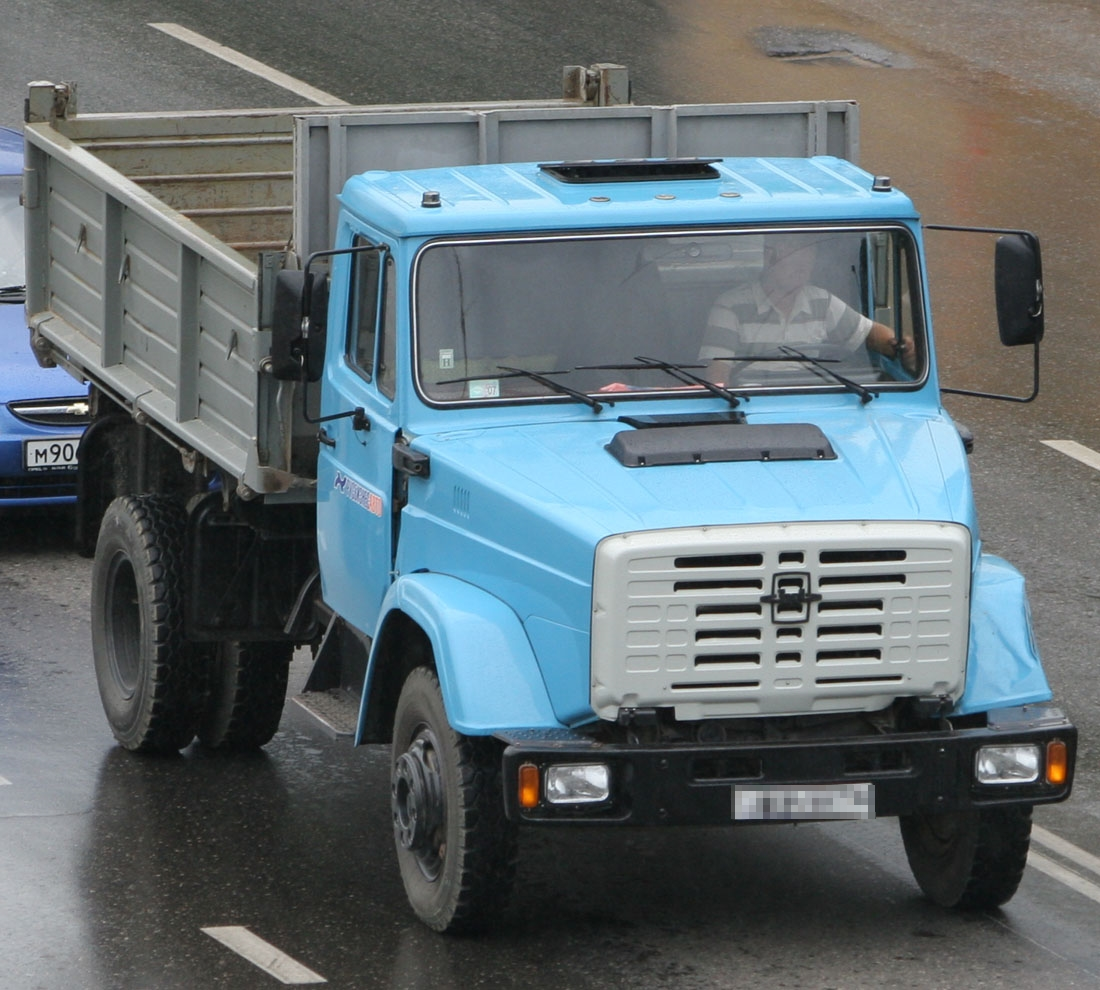
ZIL 4331

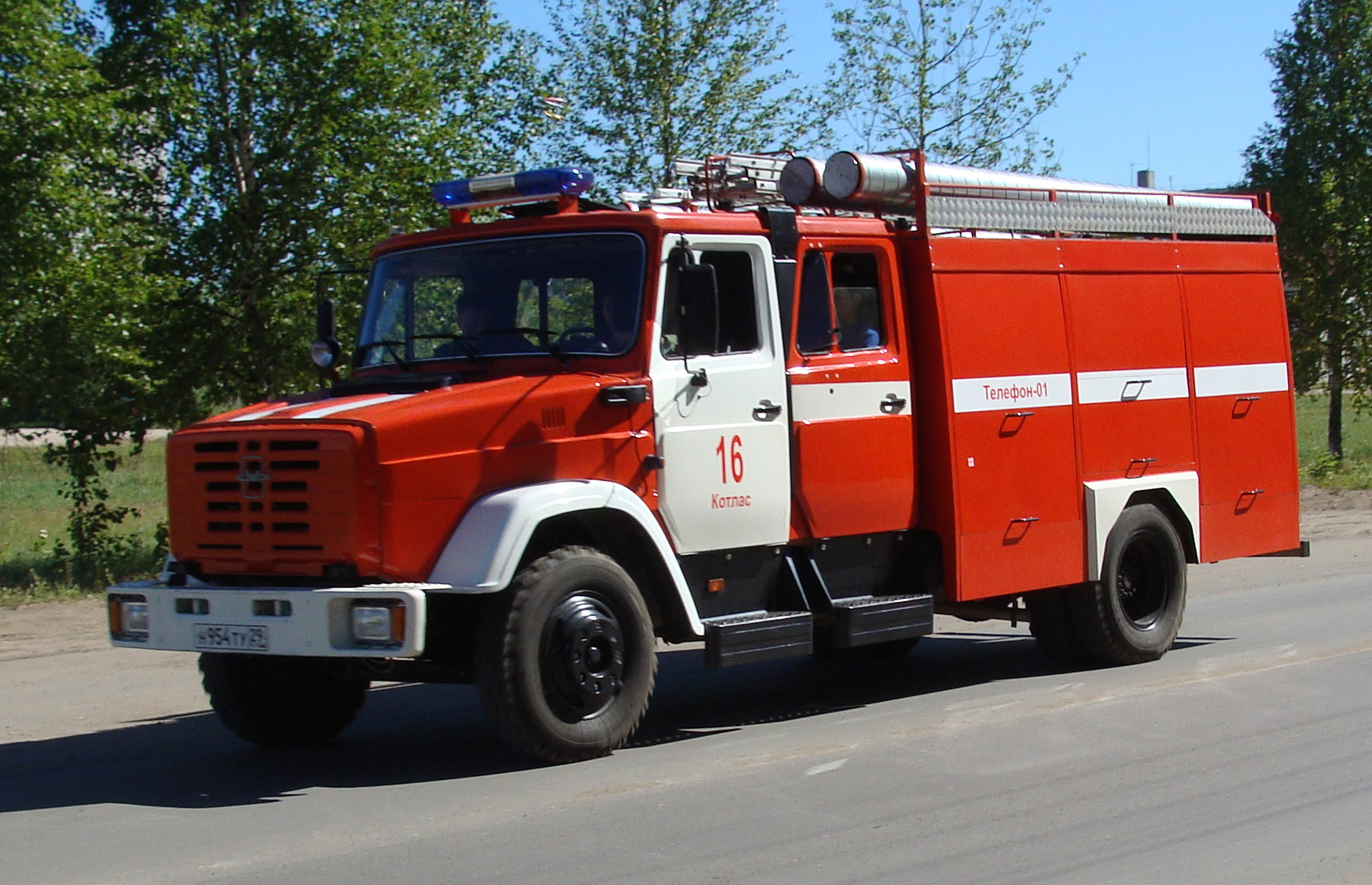
fire truck AC 3.2-40 (ZiL-4331)

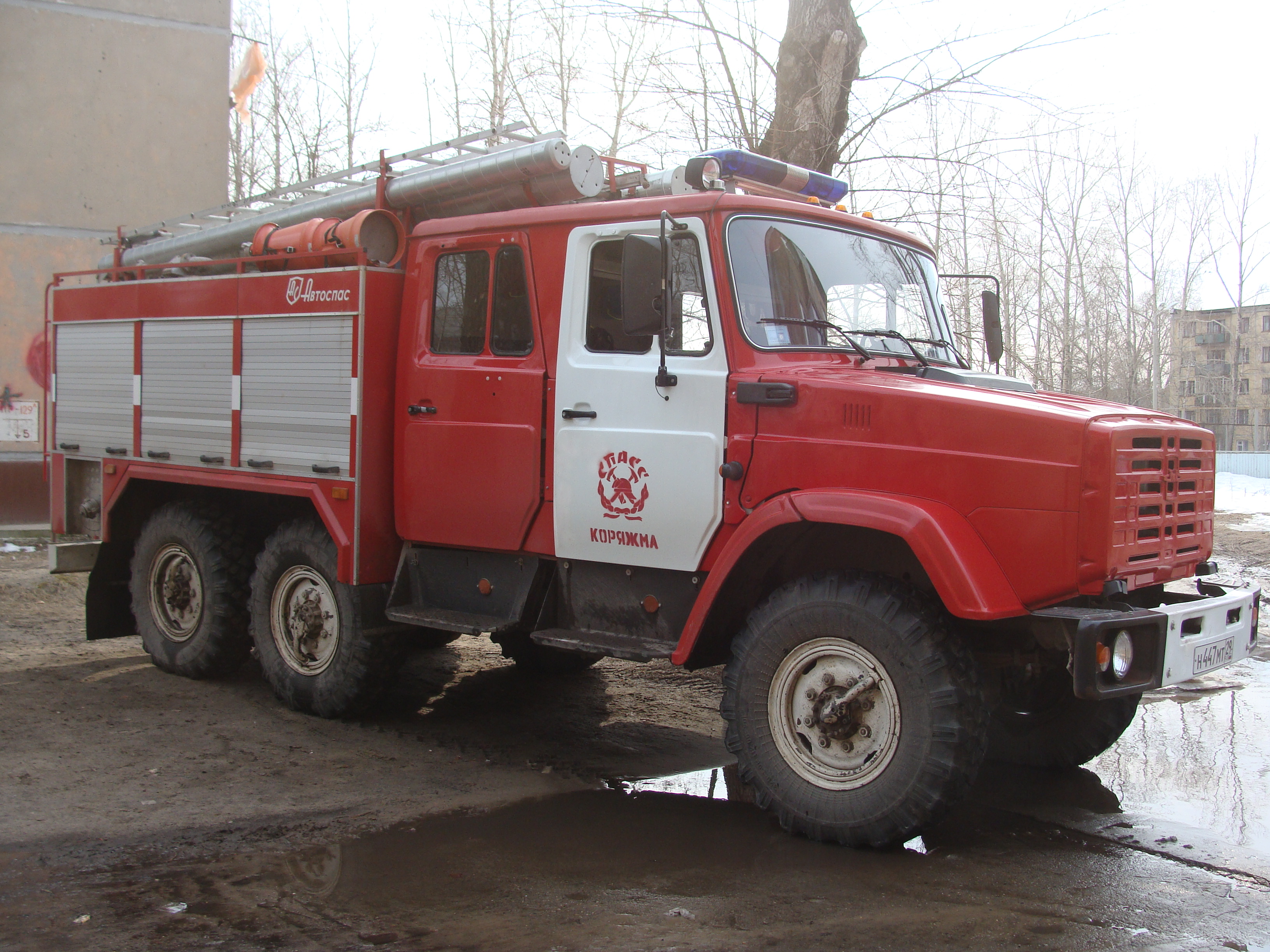
fire truck AC 3,0-40 (ZiL-4334)

- AMO-F-15 (1924, copie a Fiat F-15)
- AMO-2 (1930)
- AMO-3 (1931)
- AMO-7 (1932, pe bază de AMO-3)
- ZIS-5, ZIS-6 (1934, copies of the U.S. Autocar Dispatch Model SA and Model SD)
- ZIS-10 (1934, tractor-trailer version of ZIS-5)
- ZIS-11 (1934, extra long wheelbase version of ZIS-5)
- ZIS-12 (1934, long wheelbase version of ZIS-5)
- ZIS-13 (1936, gas generator version of ZIS-5)
- ZIS-14 (1934, long wheelbase version of ZIS-5)
- ZIS-15 (prototype replacement for ZIS-5, 1938)
- ZIS-21 (1939-1941, based on ZIS-5 but powered by wood gas)
- ZIS-22 (Halftrack, 1939-1941, based on the ZIS-5)
- ZIS-23 (three axle prototype based on the ZIS-15)
- ZIS-24 (four-wheel-drive prototype based on the ZIS-15)
- ZIS-30 (1940, multifuel version of ZIS-5)
- ZIS-32 (1941, 4x4 version of the ZIS-5)
- ZIS-33 (1940, halftrack, based on the ZIS-5)
- ZIS-36 (1944, prototype 6x6 version of ZIS-5)
- ZIS-41 (1940, simplified version of ZIS-21)
- ZIS-42 (Halftrack, 1942-1944, based on the ZIS-5)
- ZIS-43 (1944, armed version of ZIS-42)
- ZIS-50 (1946, re-engined ZIS-5)
- ZIS-120N (1956, tractor-trailer version of ZIS-150)
- ZIS-121 (tractor-trailer version of ZIS-151)
- ZIS-128 (1954, prototype for ZIL-131)
- ZIS-E134 (1955, prototype off road vehicle)
- ZIS-150 (1947)
- ZIS-151 (1948, three-axle version of ZIS-150)
- ZIS-153 (1952?, prototype halftrack based on ZIS-151)
- ZIS-156 (1947)
- ZIS-253 (prototype)
- ZIS-585 (1949, dump-truck version of ZIS-150)
- ZIL-130 (1962) (production moved to Ural Automobiles and Motors in 1987
- ZIL-131 (1967) (production moved to Ural Automobiles and Motors in 1987
- ZIL-132 (1960, prototype off road vehicle)
- ZIL-133 (1975, three-axle version of ZIL-130)
- ZIL-134 (1957, prototype off road vehicle)
- ZIL-135 (1959, prototype off road vehicle) - later built by BAZ
- ZIL-136 (1957, prototype off road vehicle)
- ZIL-137 (prototype off road tractor-trailer based on ZIL-131)
- ZIL-138 (1975)
- ZIL-157 (1958)
- ZIL-157R (1957, prototype off road vehicle based on ZIL-157)
- ZIL-164 (1957, improved ZIS-150)
- ZIL-164N (1957, tractor trailer version of ZIL-164)
- ZIL-165 (1958, prototype for ZIL-131)
- ZIL-E-167 (1962?)
- ZIL-169G (prototype for ZIL-4331)
- ZIL-E169A (1964, prototype cab-over truck)
- ZIL-170 (1969, prototype for KAMAZ-5320)
- ZIL-175 (1969, two-axle version of ZIL-170, prototype for Kamaz)
- ZIL-485 (amphibious vehicle based on ZIS-151)
- ZIL-553 (cement mixer based on ZIL-164)
- ZIL-555 (1964, dump truck based on ZIL-130)
- ZIL-585 (1957, dump truck based on ZIL-164)
- ZIL-2502 (dump truck based on ZIL-5301)
- ZIL-3302 (1992, prototype truck based on ZIL-119)
- ZIL-3906
- ZIL-4305 (1983, prototype truck based on ZIL-4104)
- ZIL-4327 (2004?)
- ZIL-4331 (1986)
- ZIL-4334 (2004)
- ZIL-4514 (dump truck based on ZIL-133)
- ZIL-4972
- ZIL-5301 "Bâciok" ("Bourel") (1992)
- ZIL-5901 (1970)
- ZIL-6404 (1996)
- ZIL-6309 (1999)
- ZIL-6409 (1999)
- ZIL-432720
- ZIL-432930 (2003)
- ZIL-433180 (2003)
- ZIL-436200 (2009)

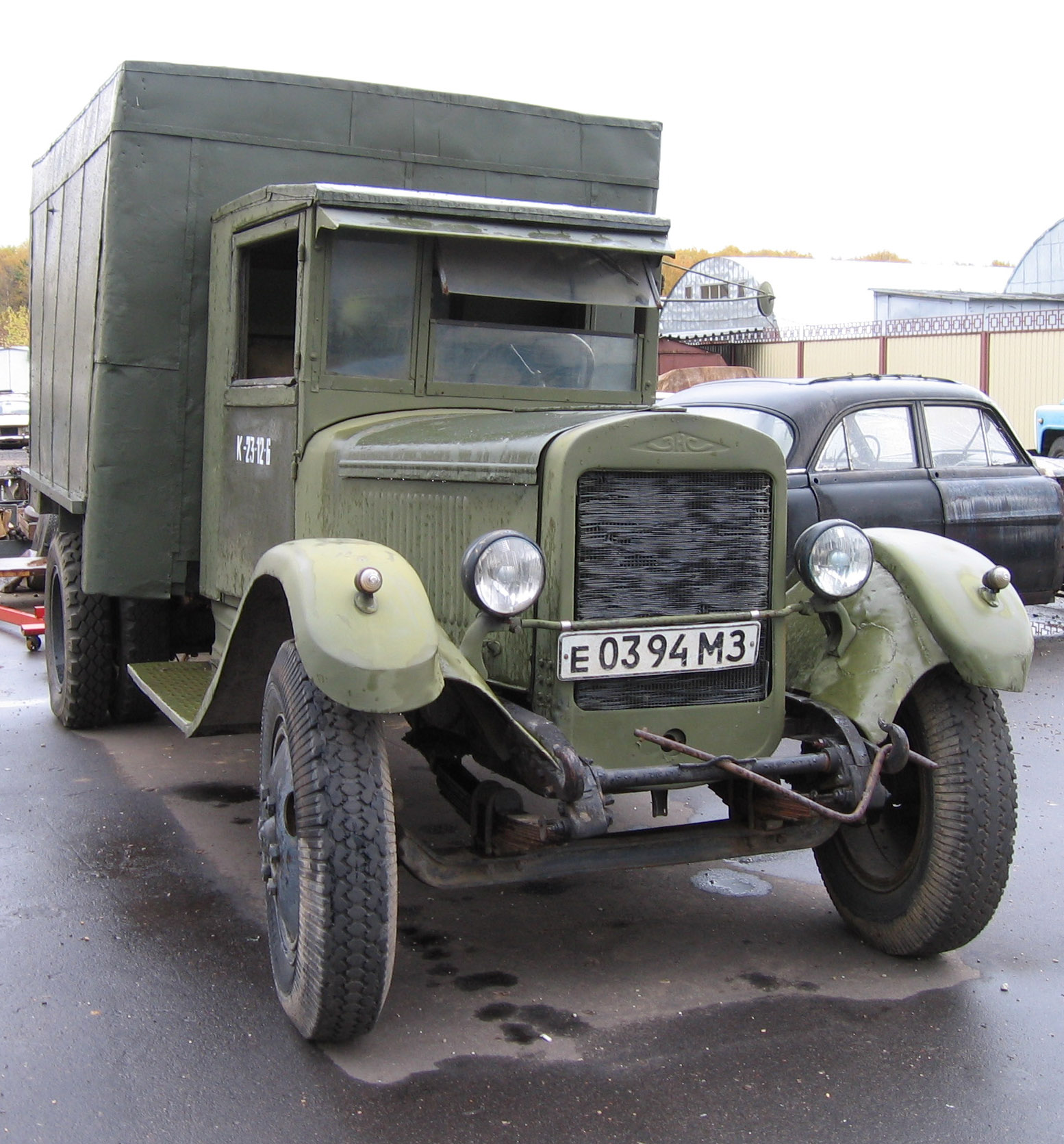
ZIS-5
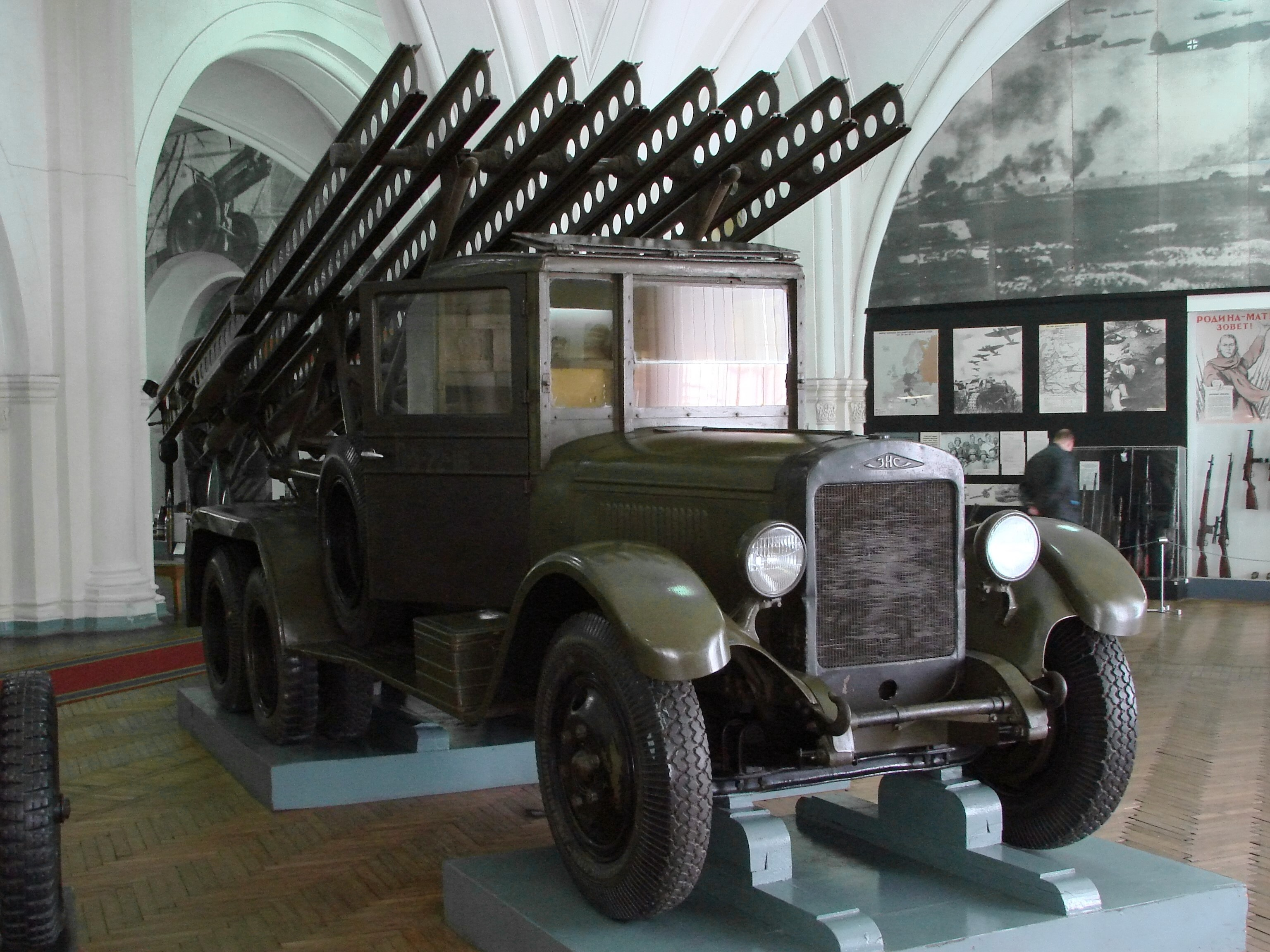
BM-13-16 on a ZiS-6 chassis
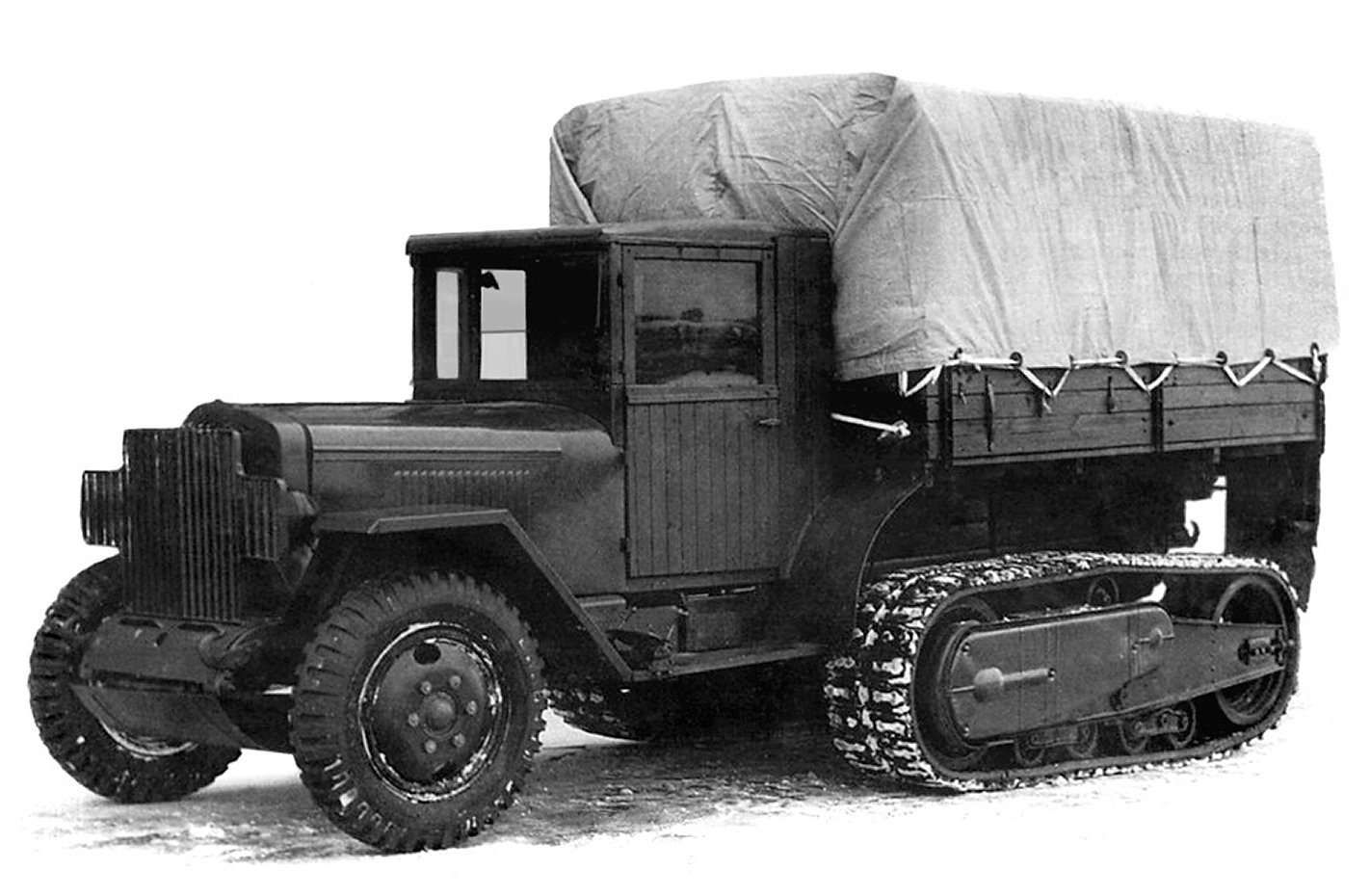
ZIS-42M
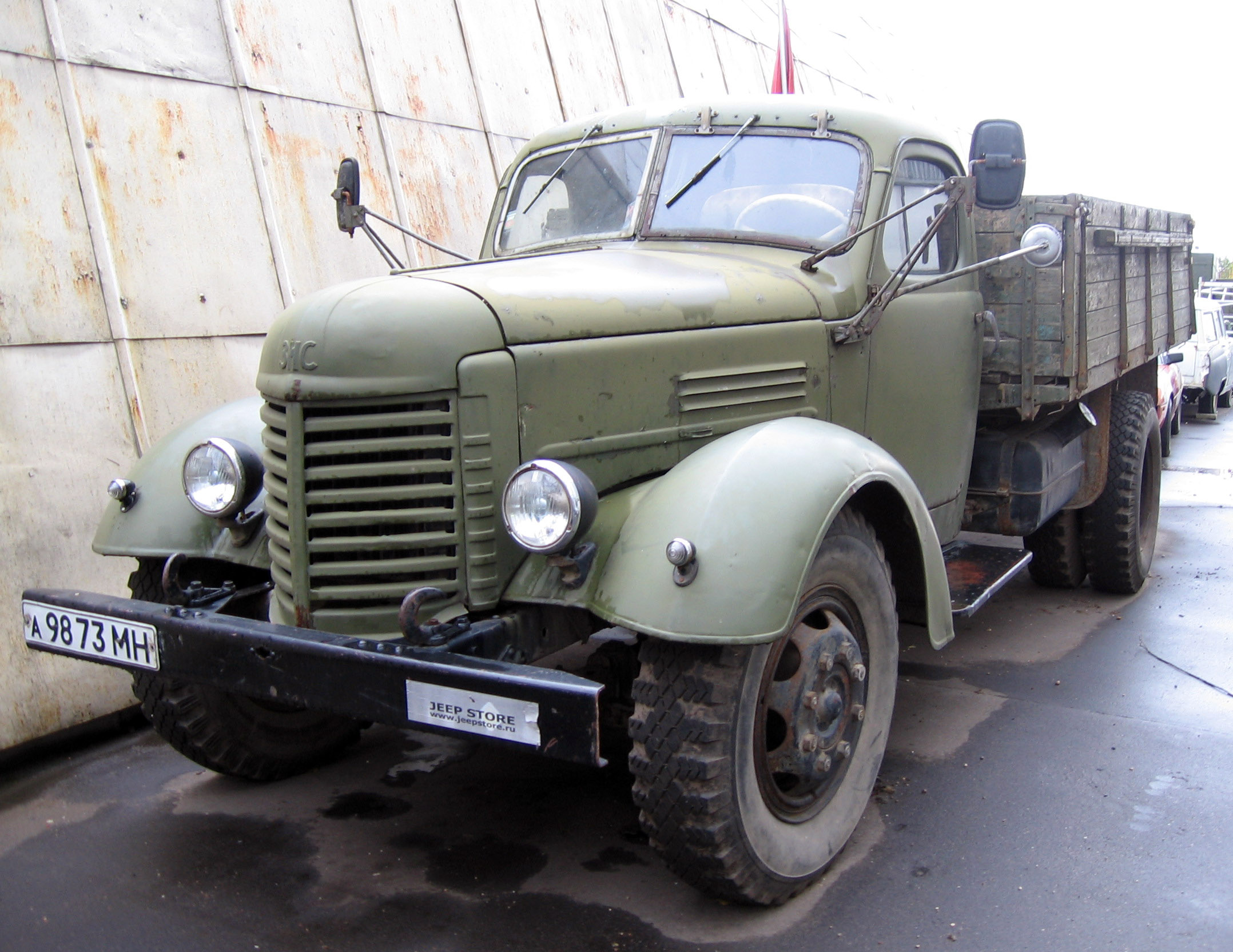
ZIS-150
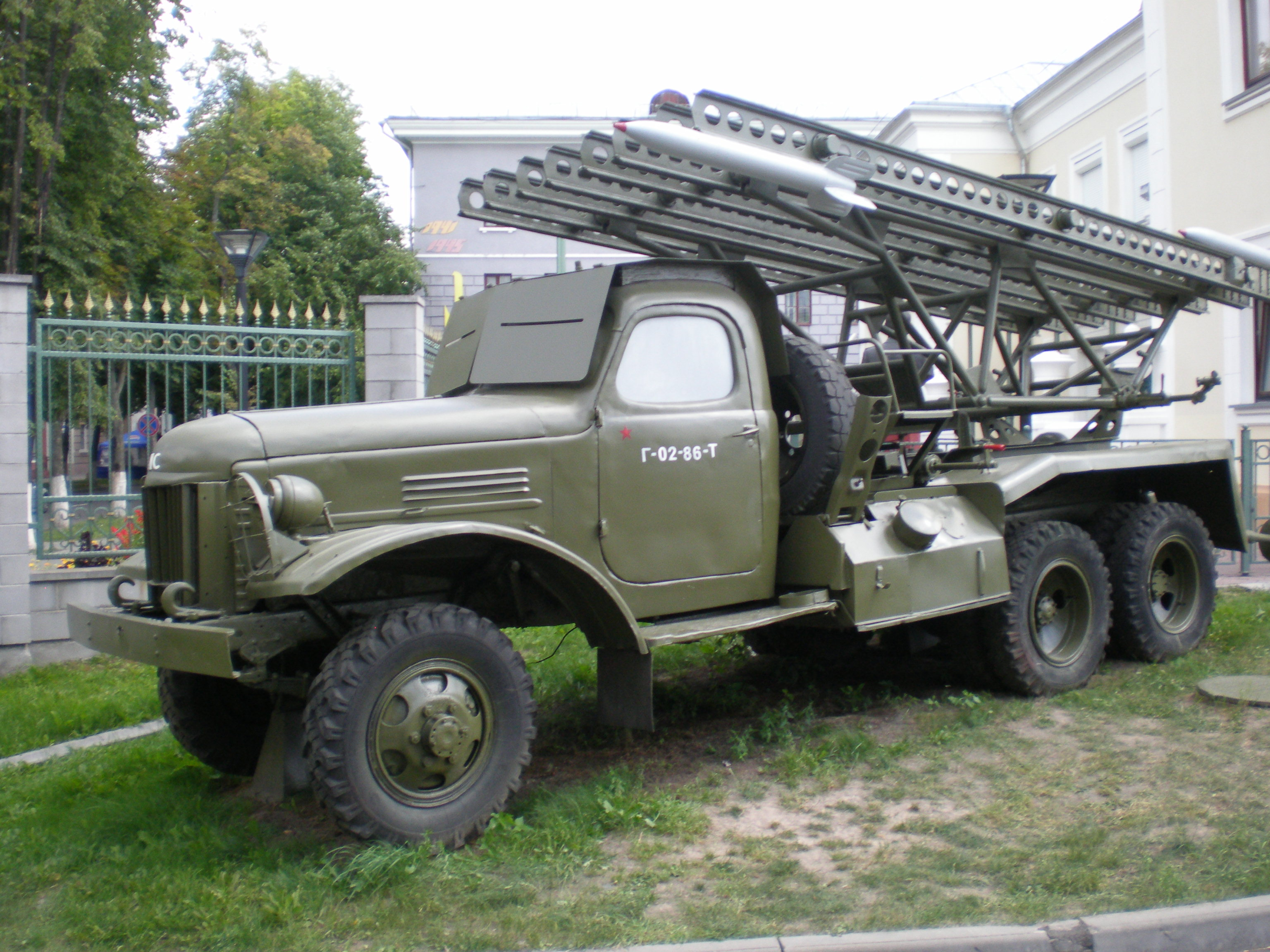
BM-13-16 on a ZiS-151
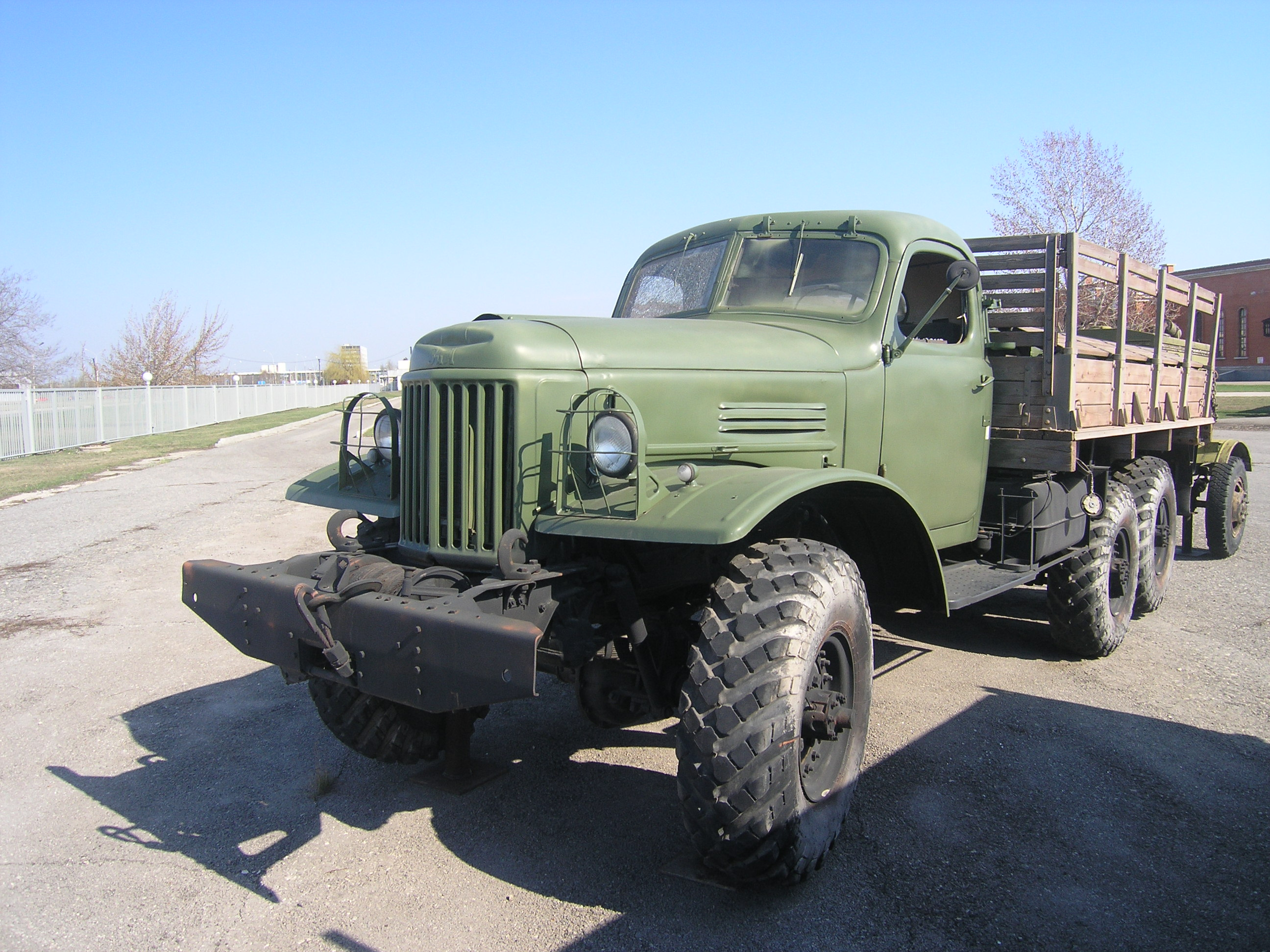
ZIL-157
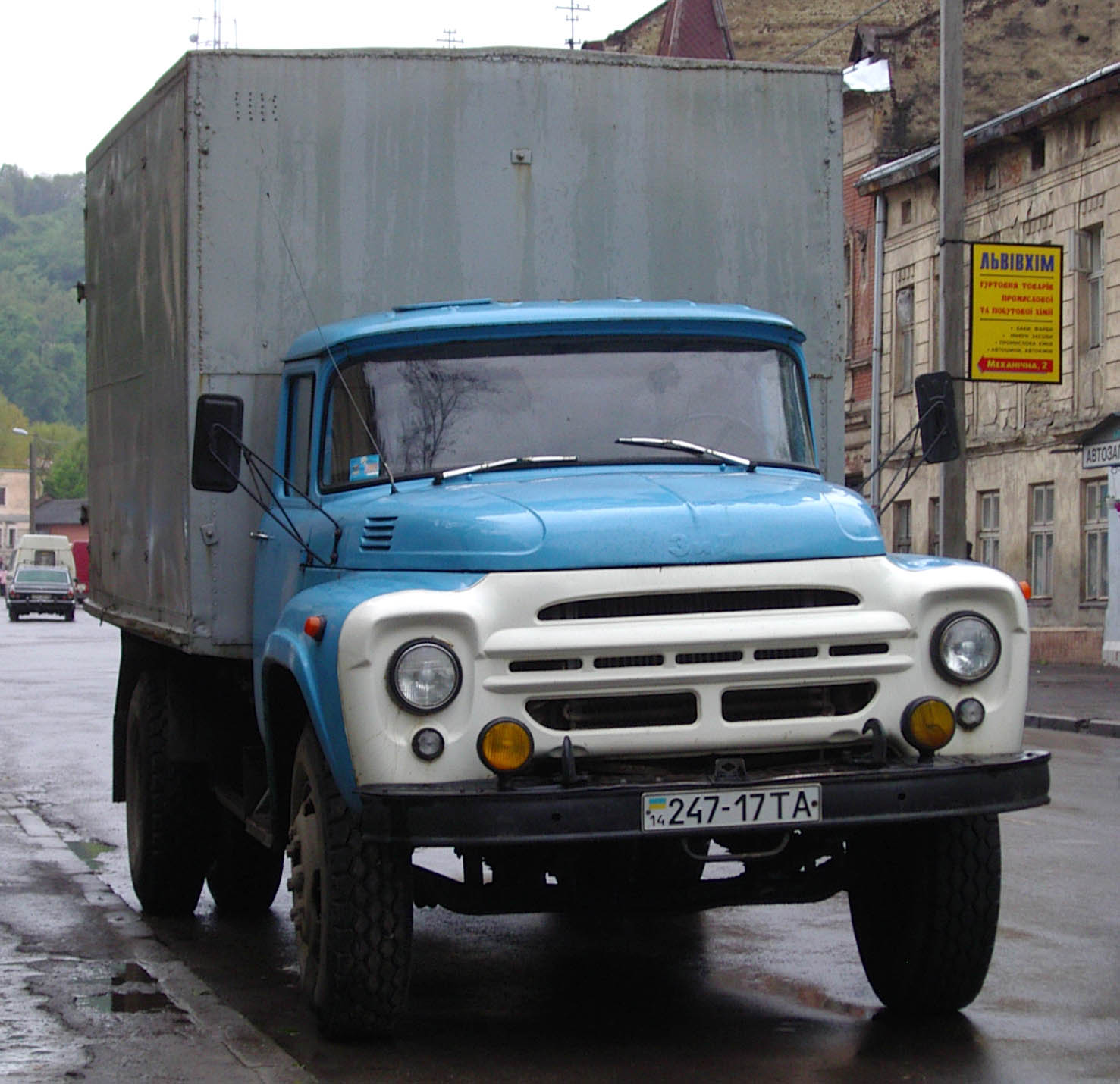
ZIL 130
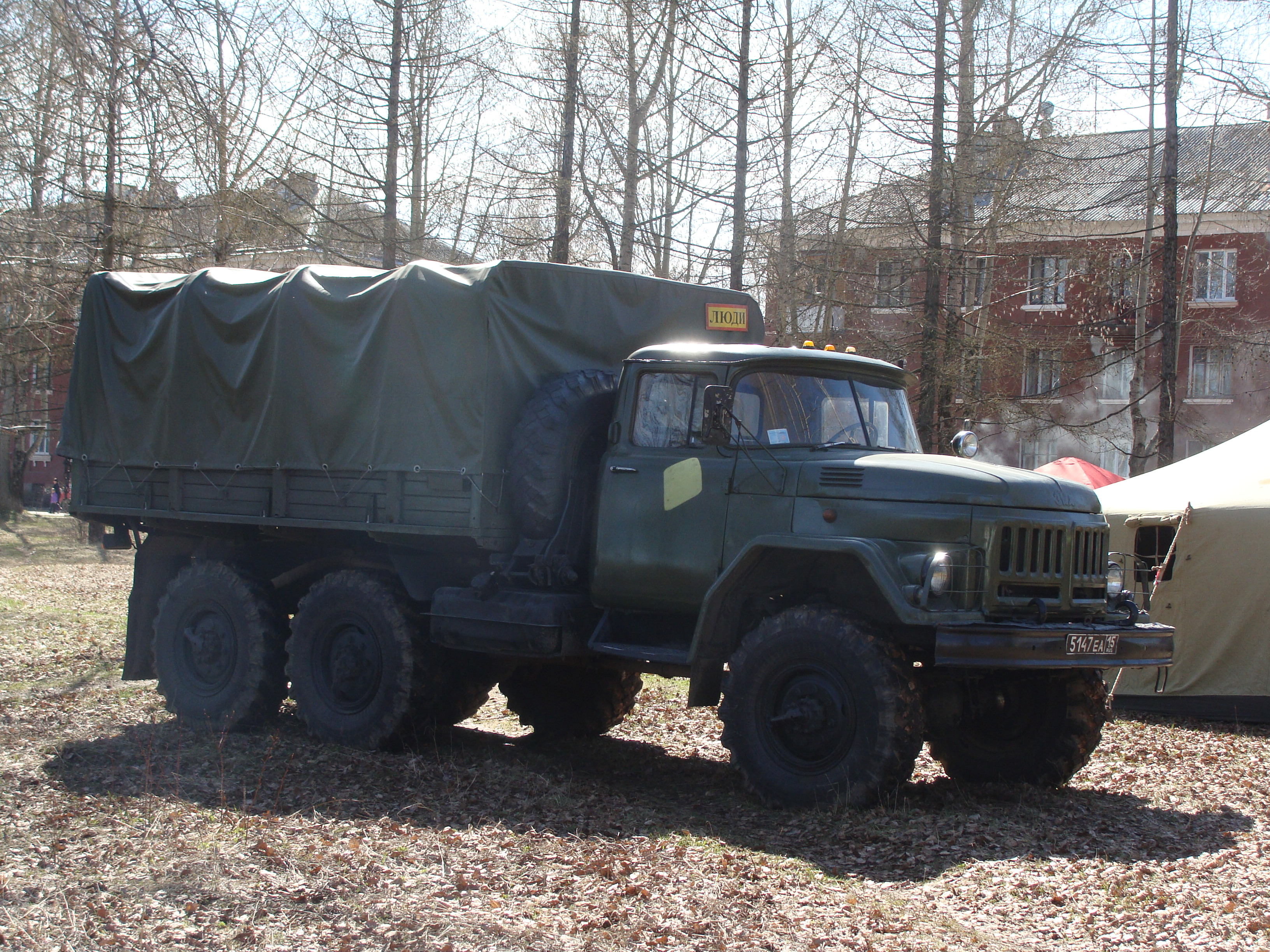
ZIL-131
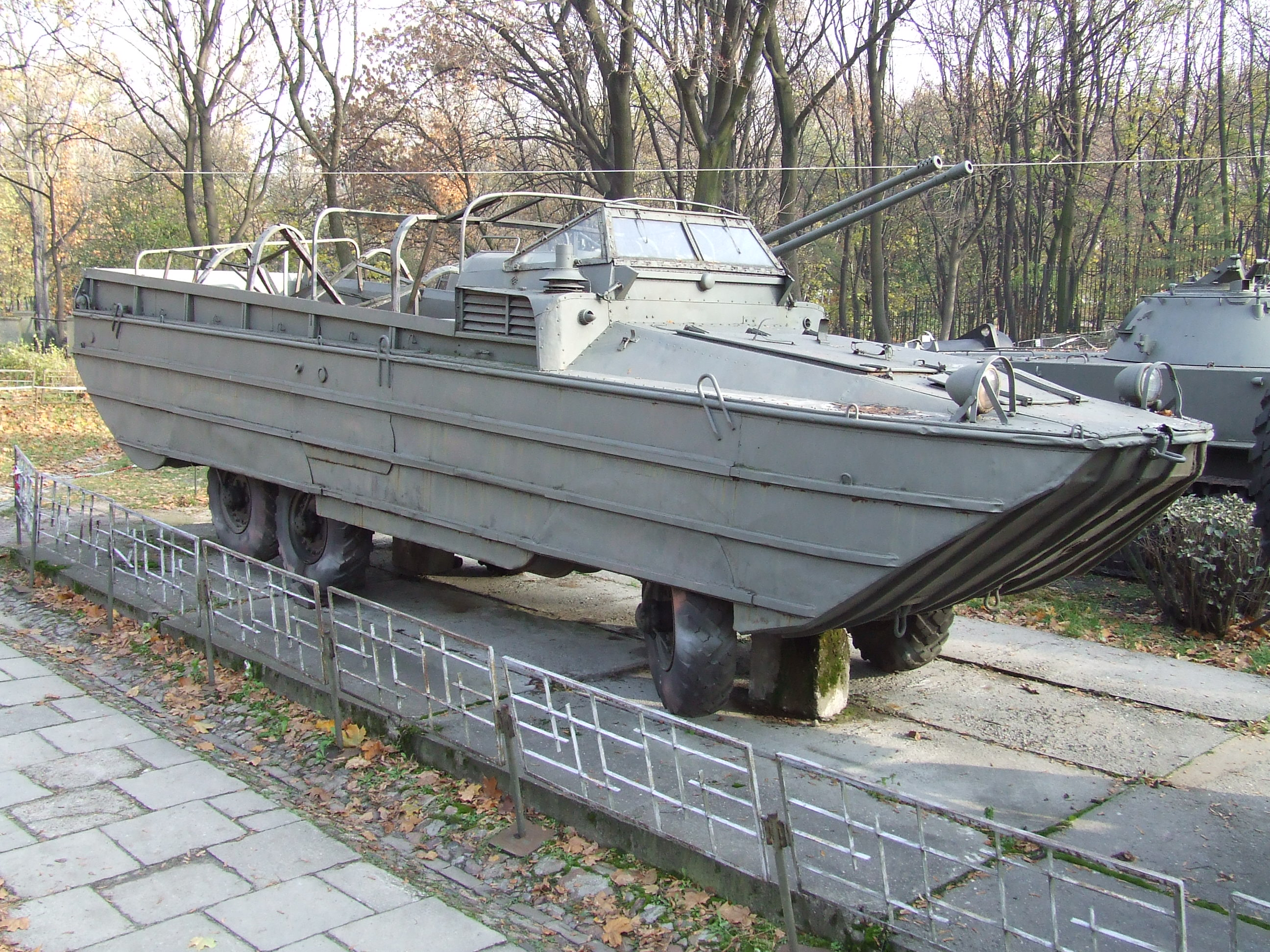
ZIL-485 BAV
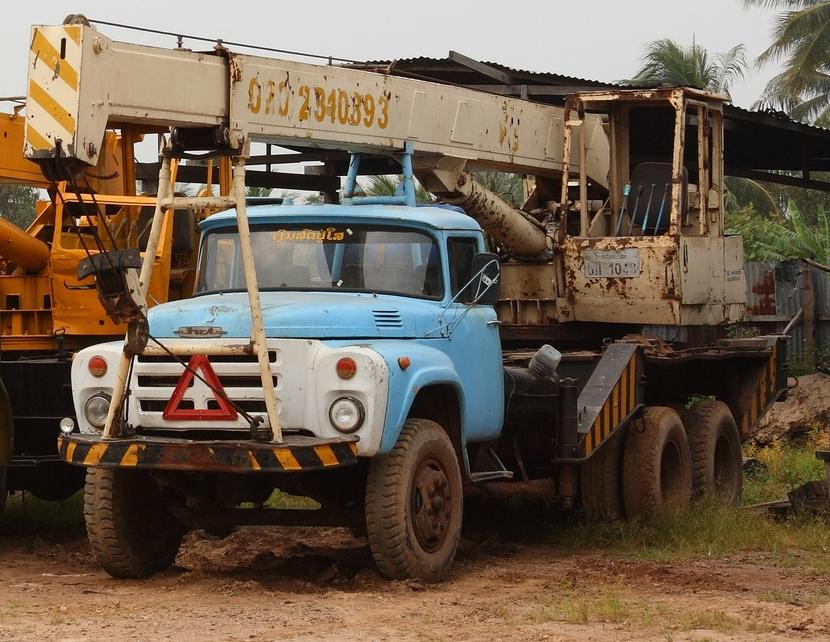
ZIL-133
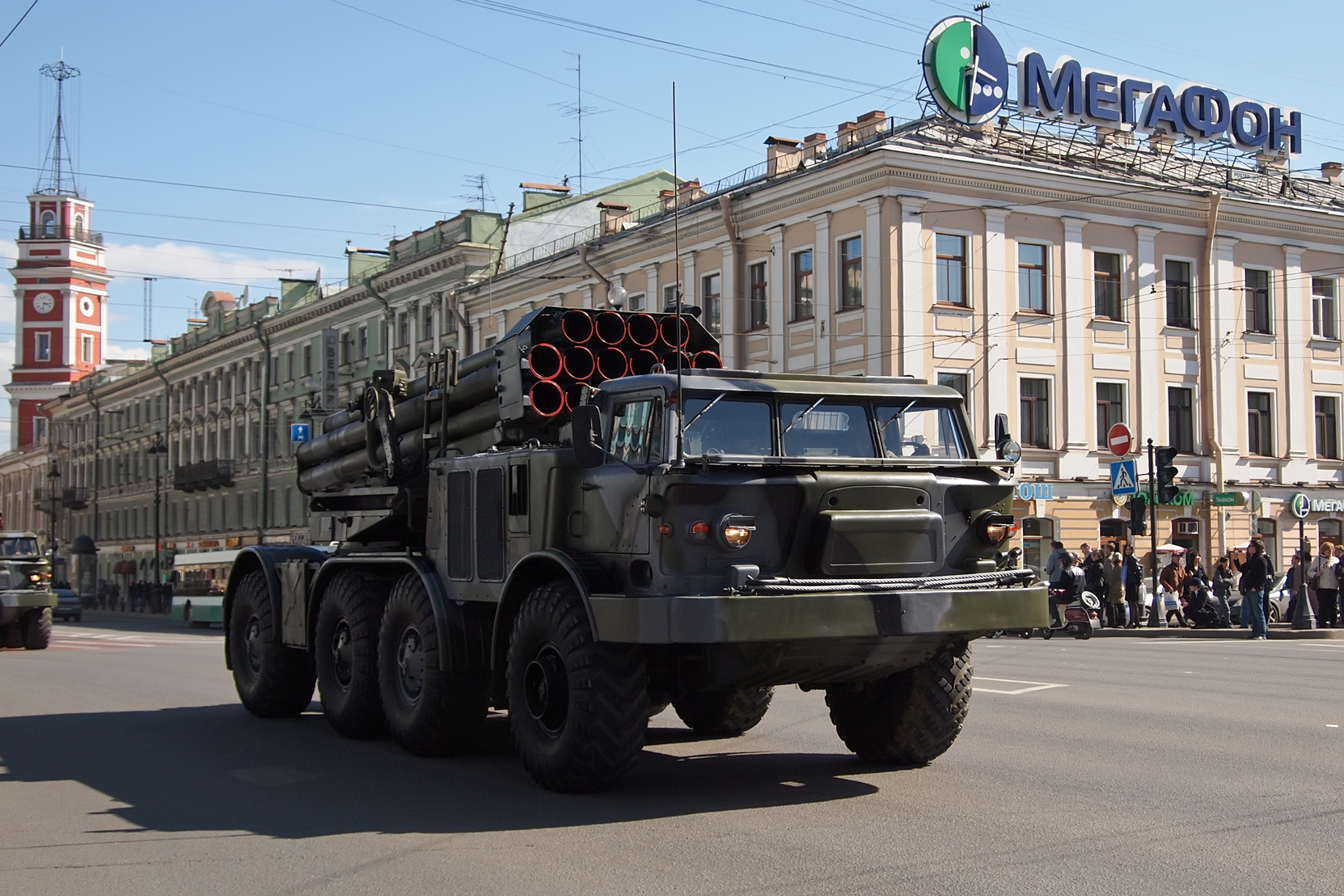
BM-27 Uragan on ZIL-135
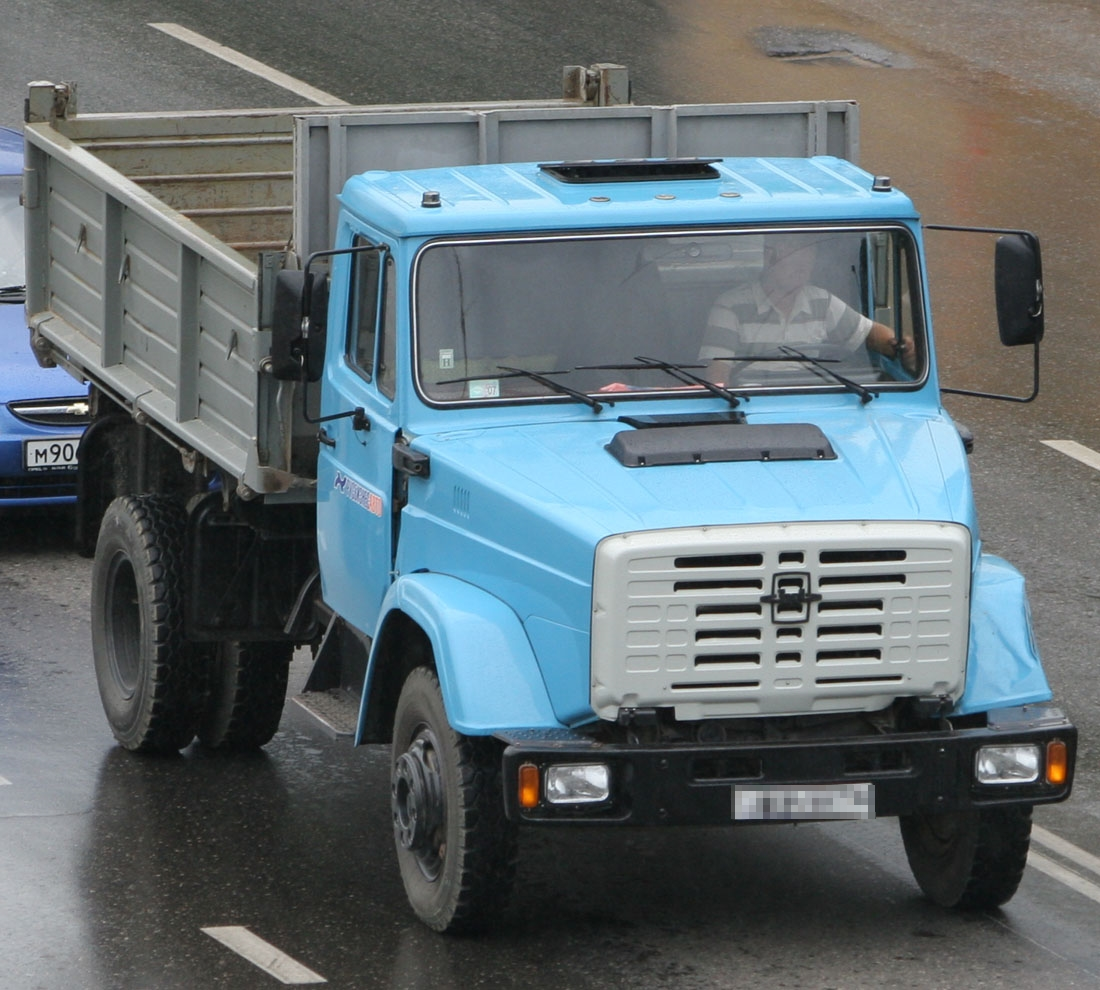
ZIL 4331
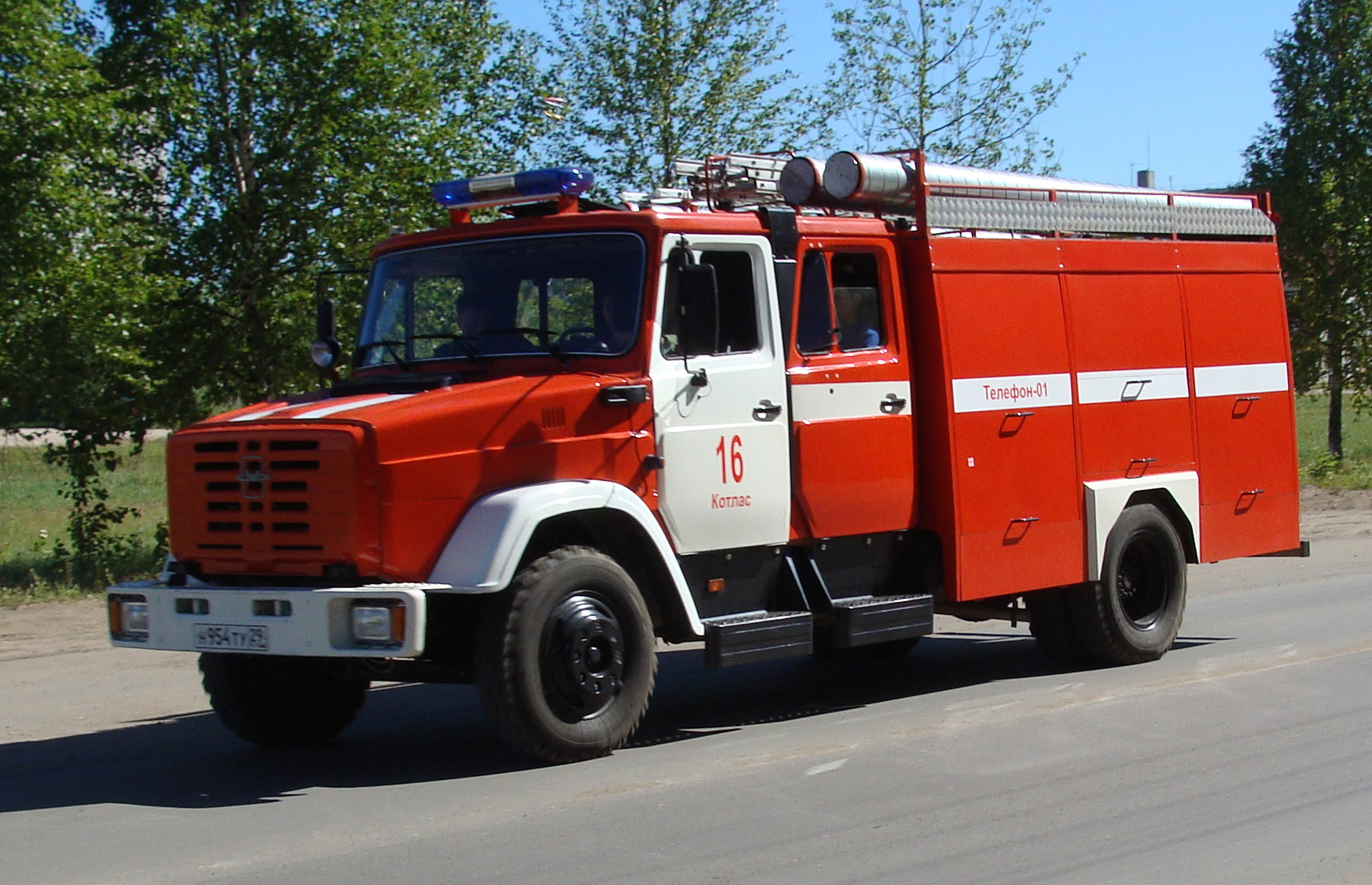
fire truck AC 3.2-40 (ZiL-4331)
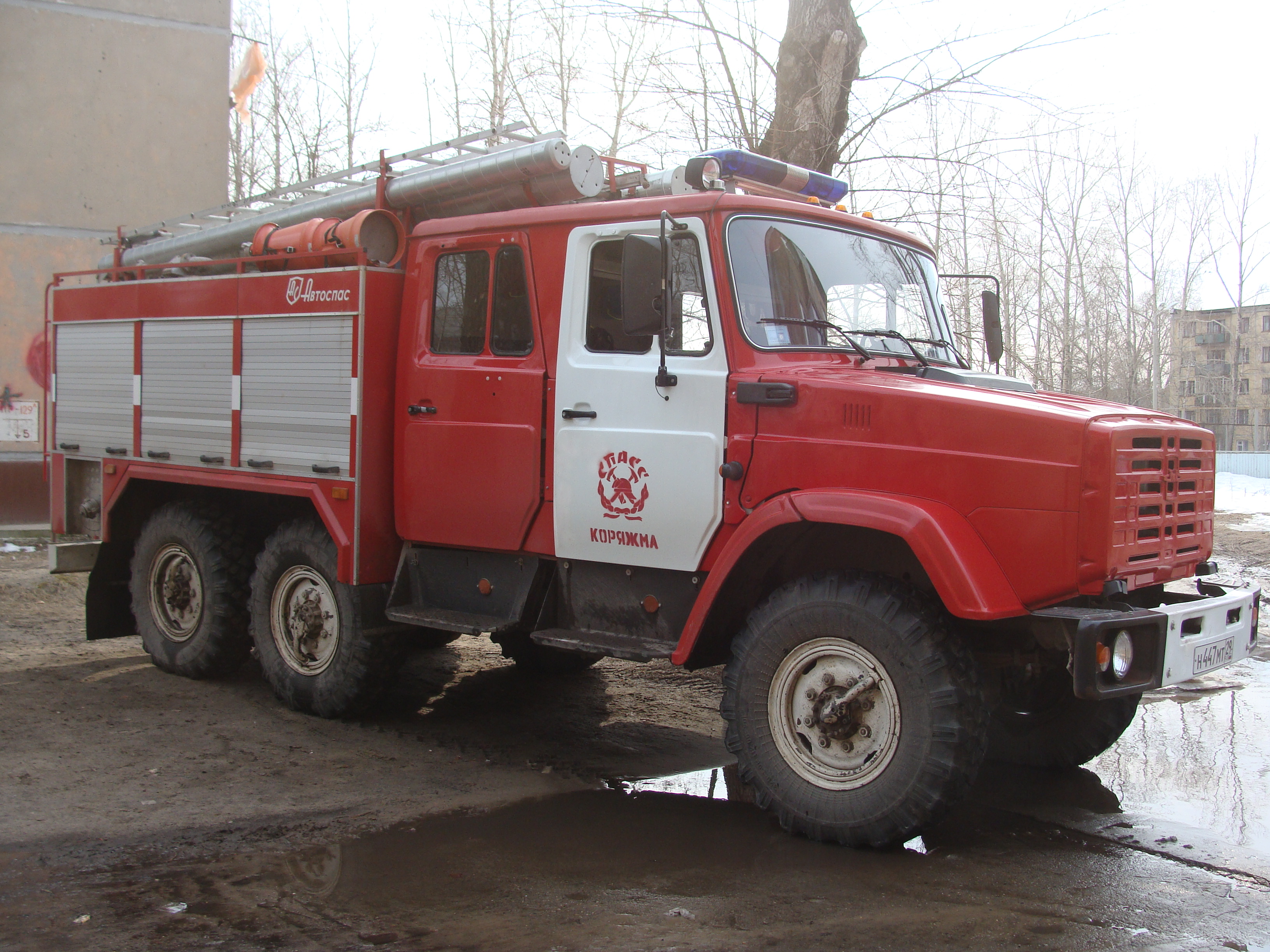
fire truck AC 3,0-40 (ZiL-4334)
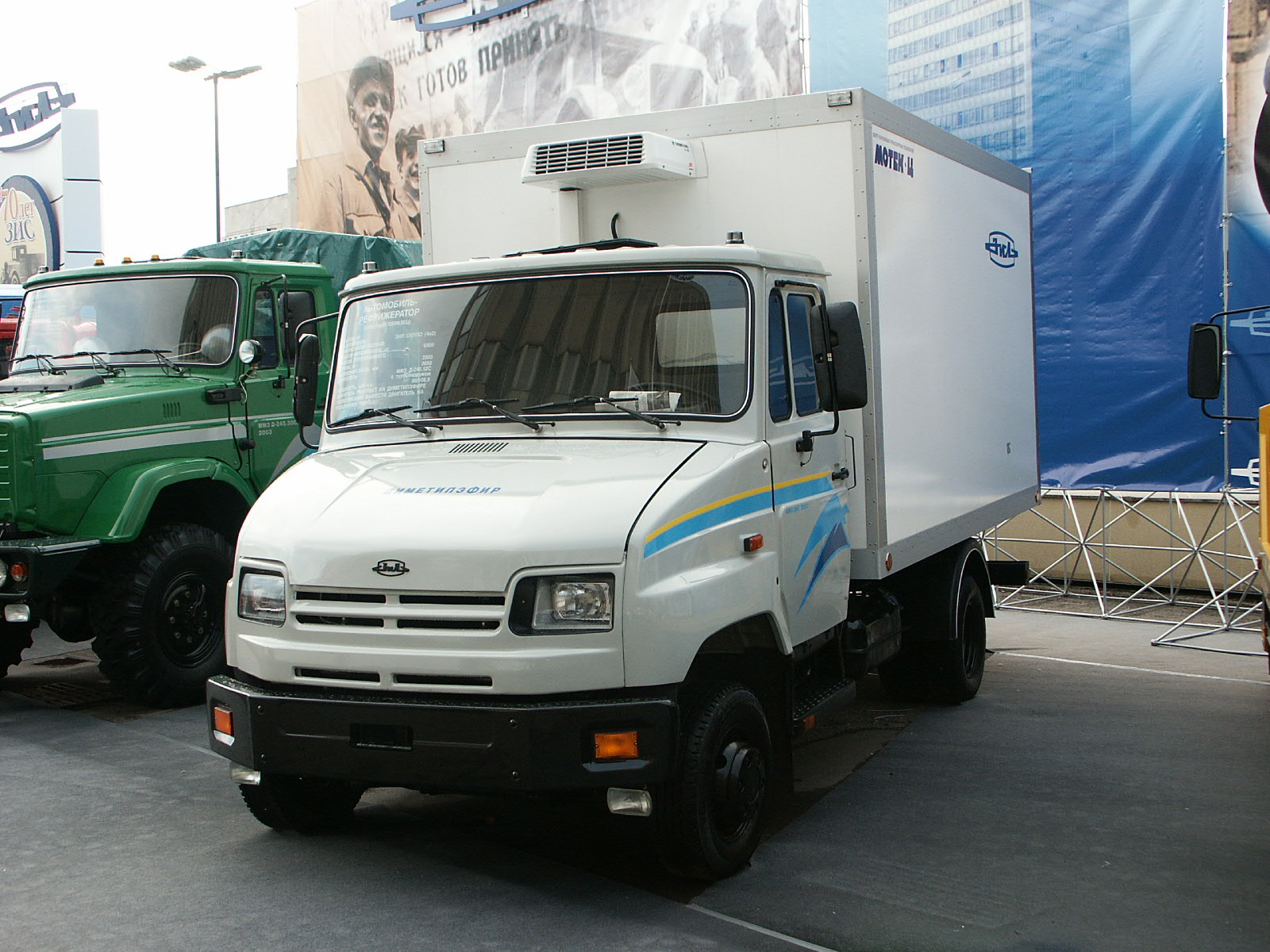
ZIL 5301 "Bâciok" ("Bourel")

### Microbuze

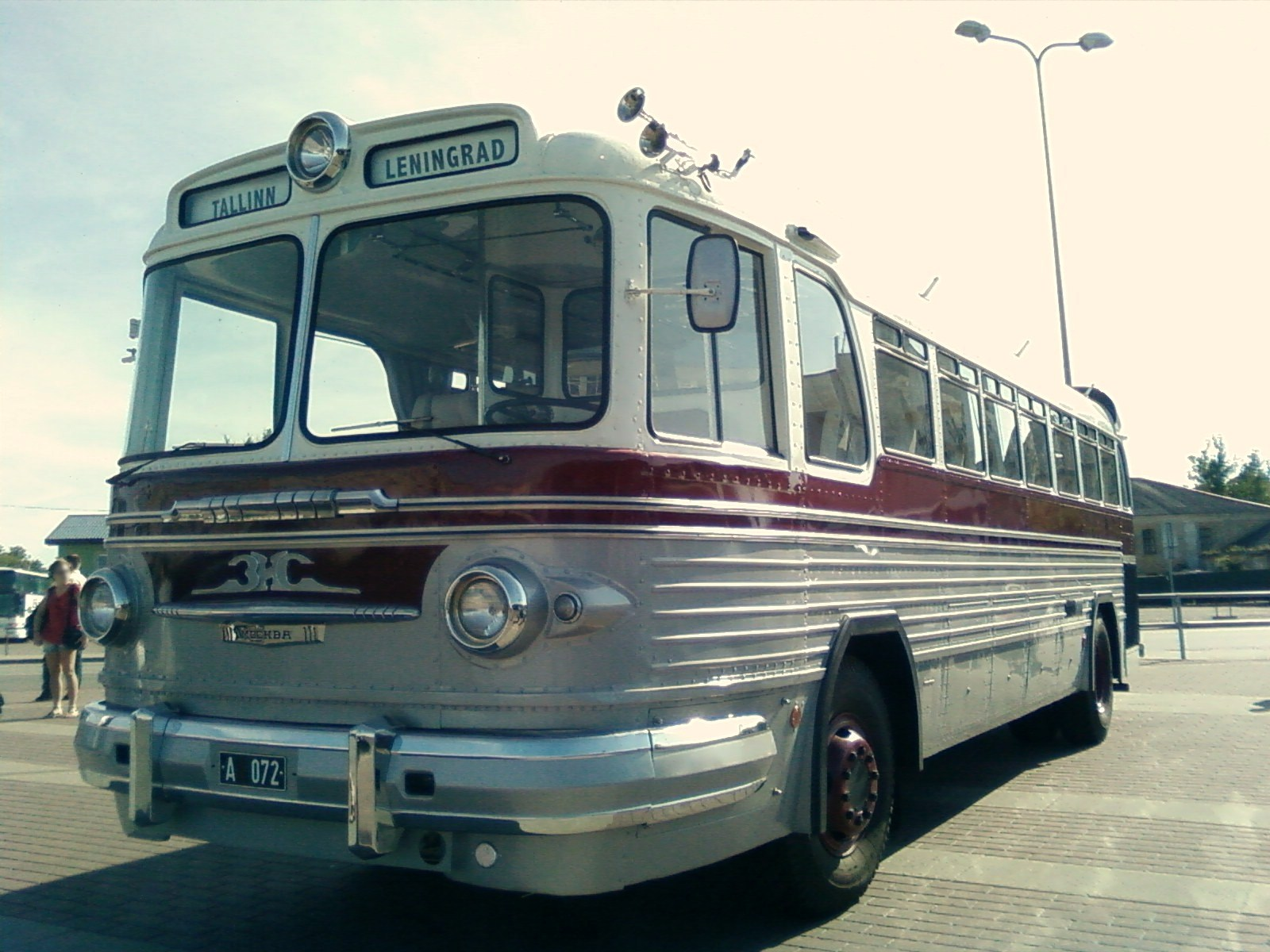
interurban bus ZIS-127

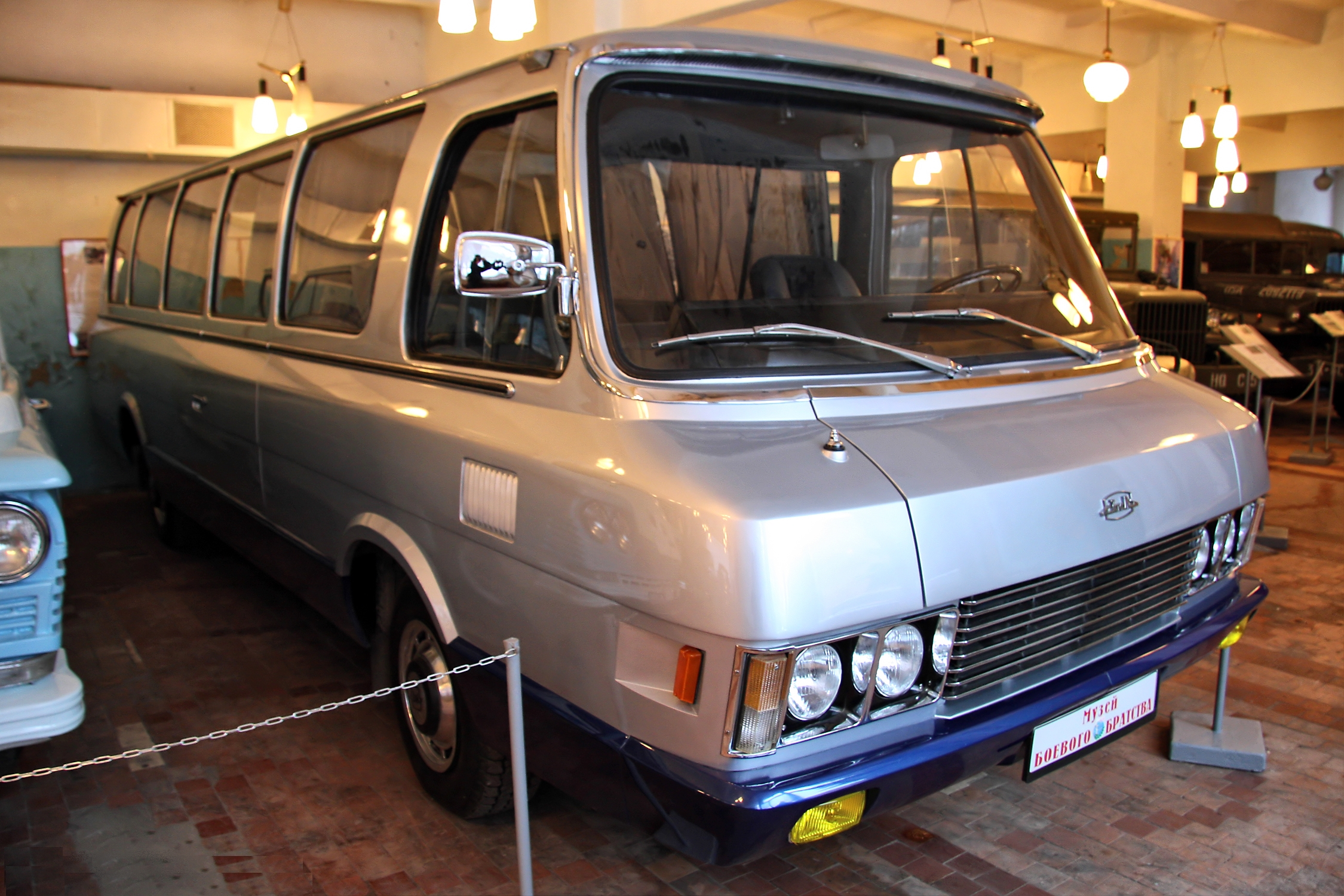
ZIL-119

- AKZ-1 (1947-1948, based on ZIS-150 truck)
- AMO-4 (1932-1934, based on the AMO-3)
- ZIS-lux (prototype, 1934)
- ZIS-8 (1934-1938, based on the ZIS-5)
- ZIS-16 (1938-1942, based on the ZIS-5)
- ZIS-17 (prototype, based on the ZIS-15, 1939)
- ZIS-44 (based on the ZIS-5)
- ZIS-127 (1955-1961)
- ZIL-129 (short-range version of ZIS-127)
- ZIS-154 (1946–1950)
- ZIS-155 (1949–1957)
- ZIL-118 "Yunost" (1967, based on ZIL-111)
- ZIL-119 (1971-1994, based on ZIL-118; also called ZIL-118K)
- ZIL-158 (1957-1959, based on ZIL-164)
- ZIL-159 (1959, prototype for LiAZ)
- ZIL-3207 (1991-1999, based on ZIL-41047)
- ZIL-3250 (1998-present, based on ZIL-5301)

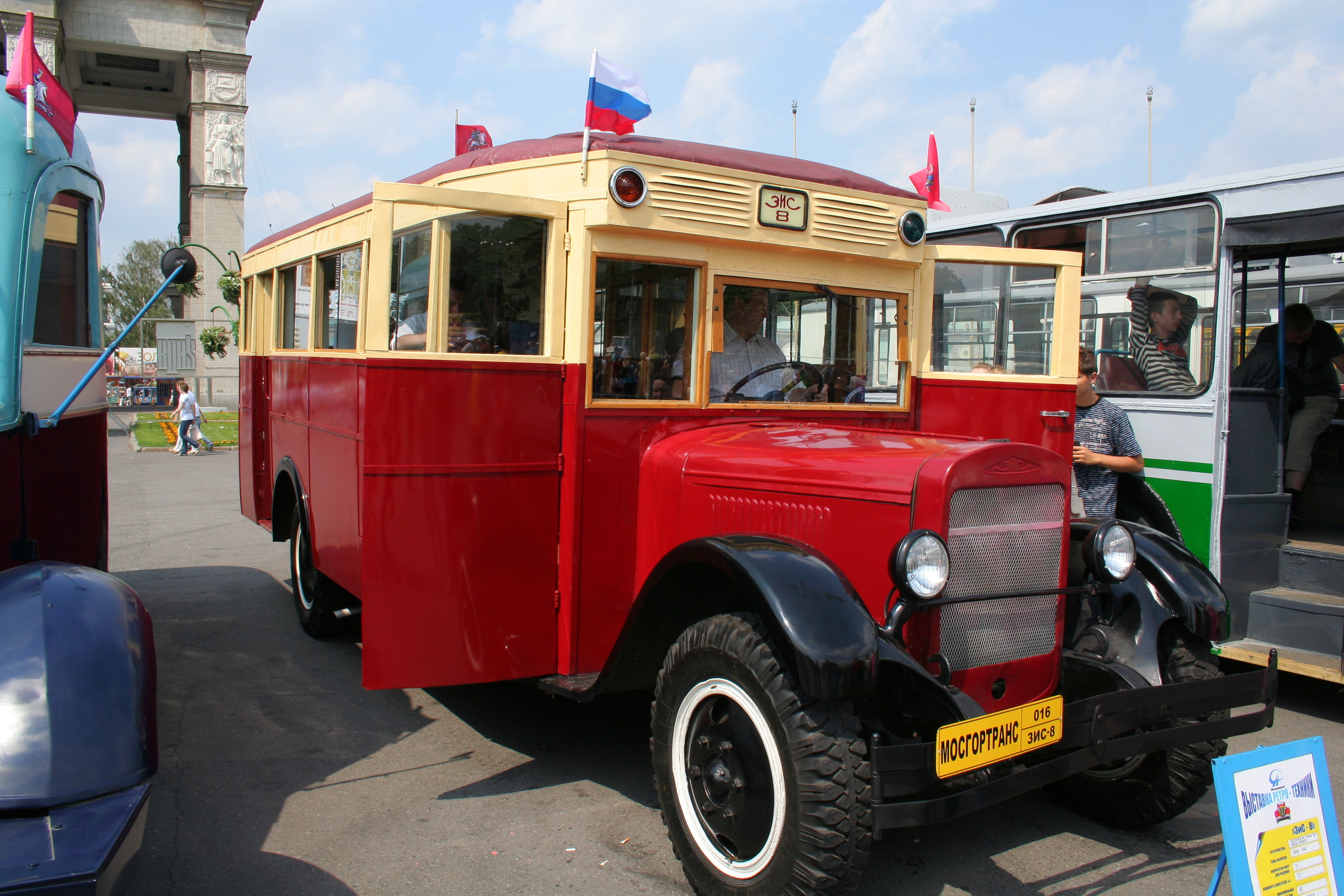
ZIS-8
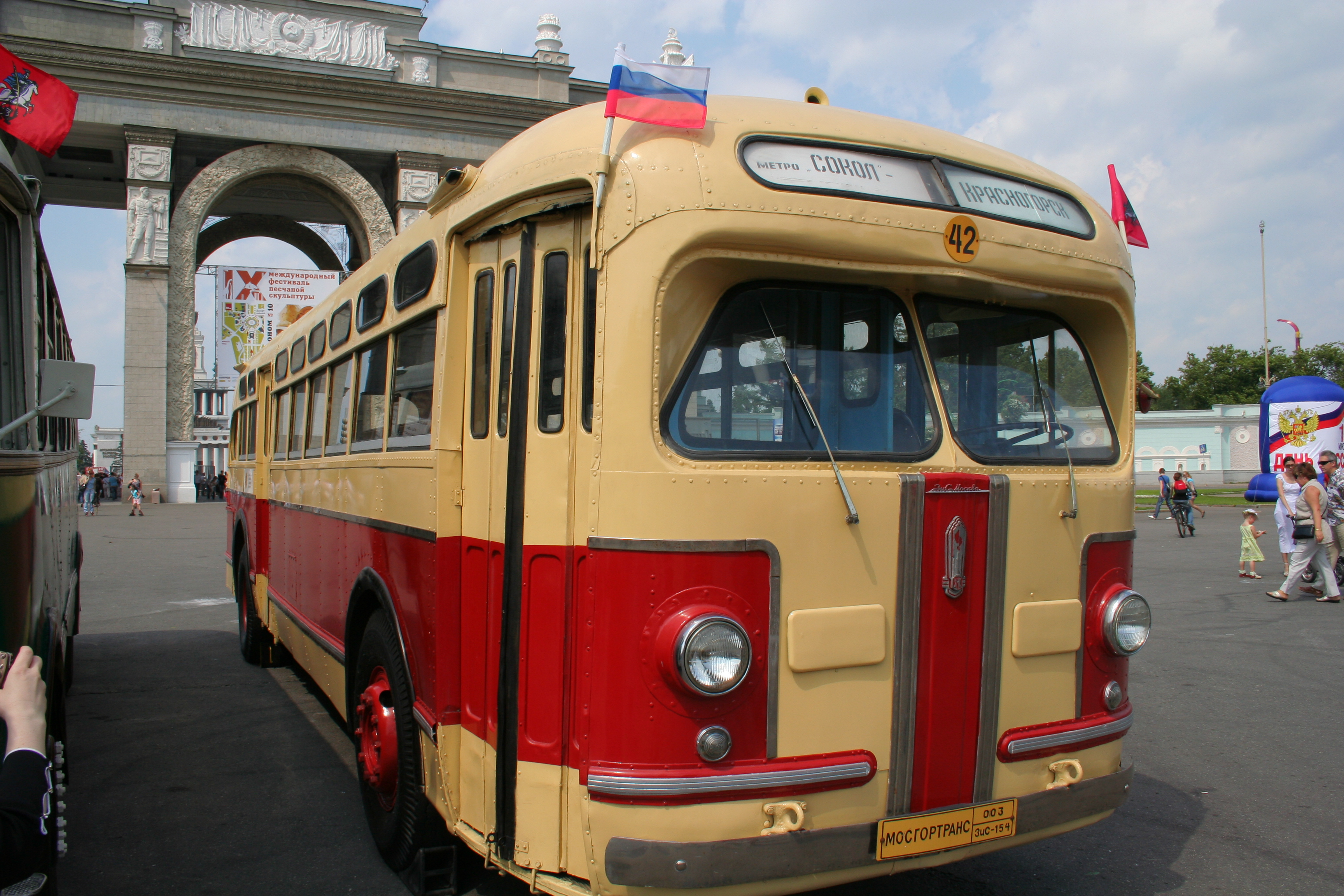
ZIS-154
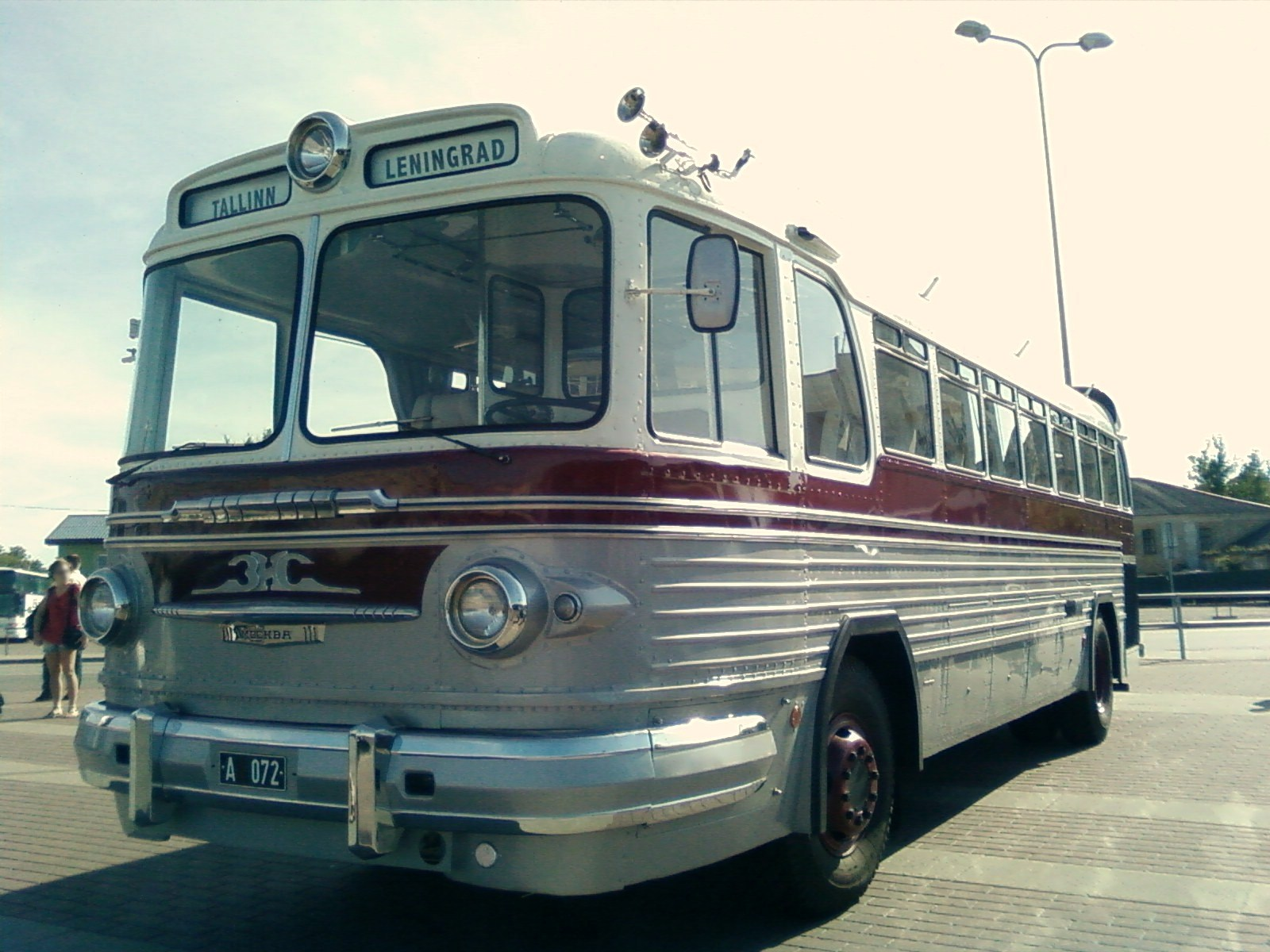
interurban bus ZIS-127
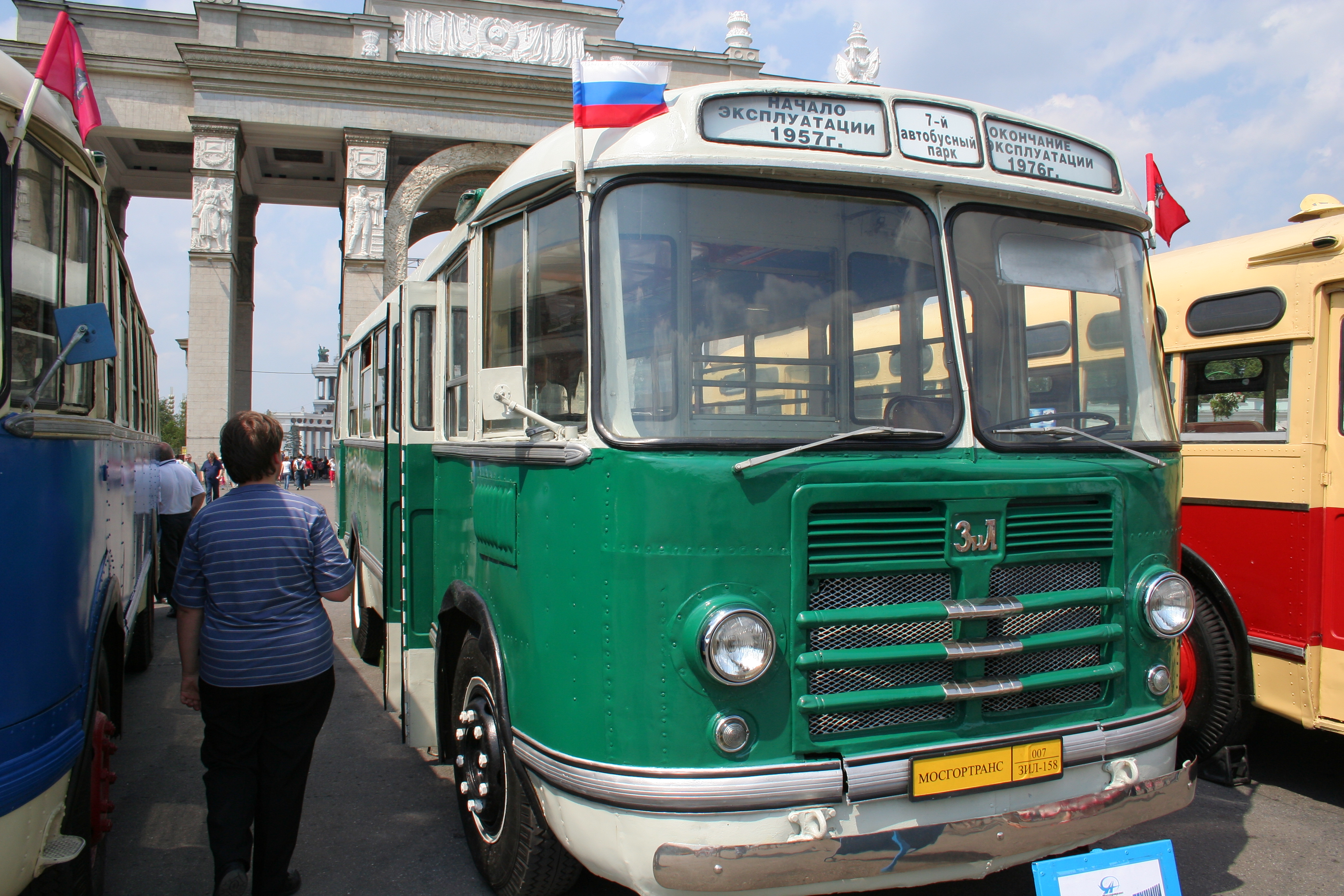
ZIL-158
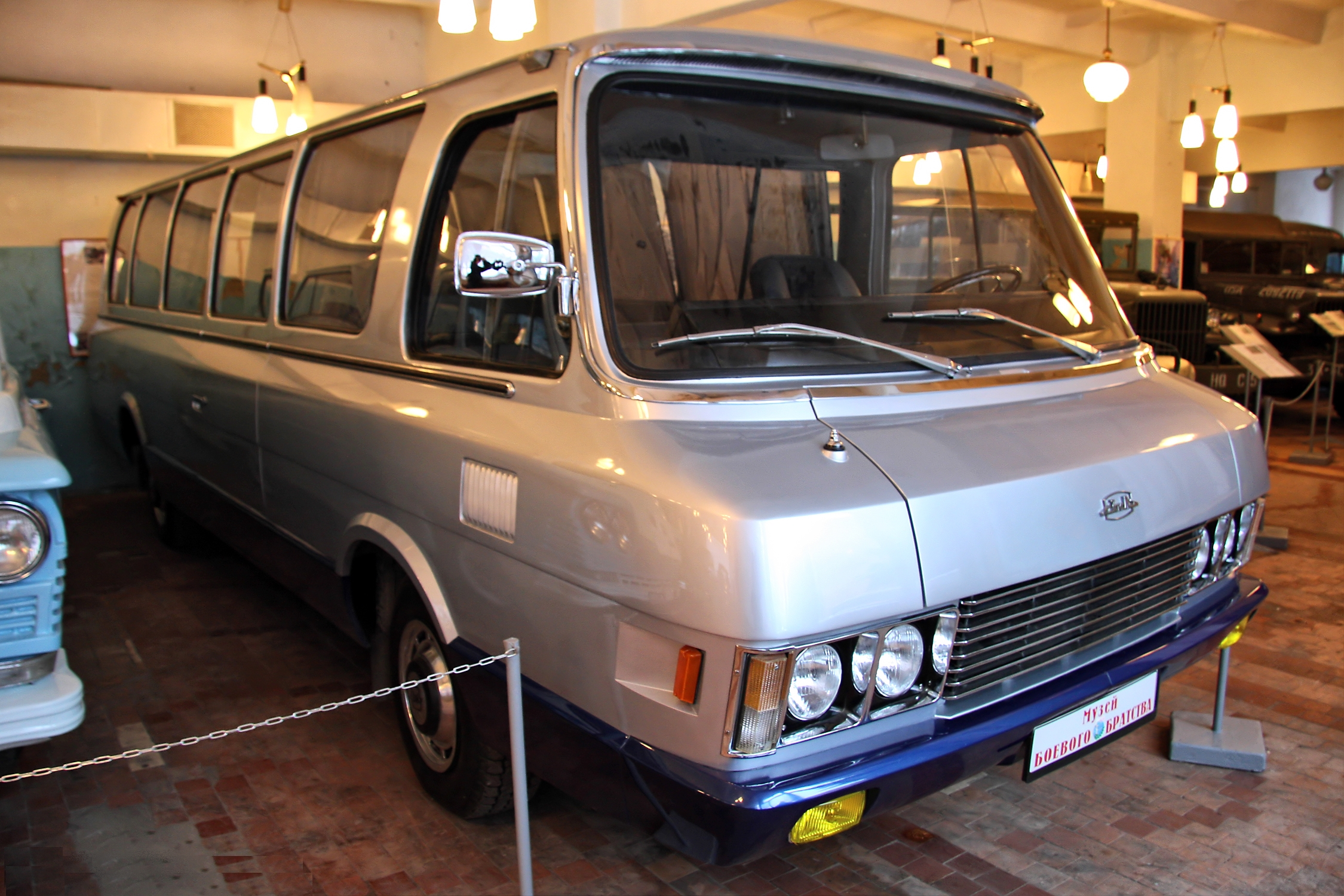
ZIL-119

### Mașini de cursă și sport
- ZIS-101 Sport (1939)

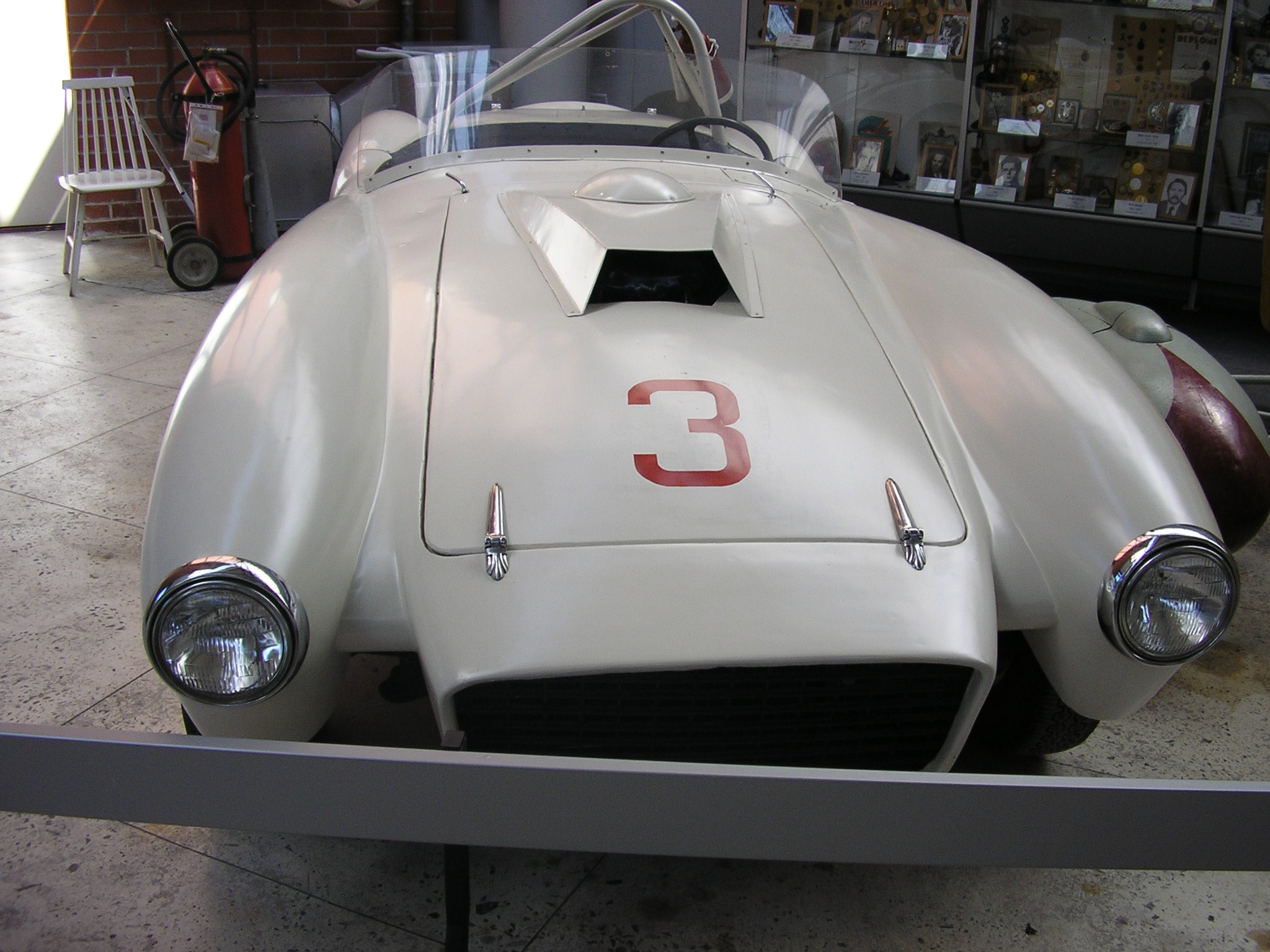
ZIS-112 Sports

- ZIS-112/1 (1951, based on ZIS-110)
- ZIS-112/2 (1956)
- ZIS-112/3 (1956)
- ZIL-112/4 (1957)
- ZIL-112/5 (1957, lengthened ZIL-112/4)
- ZIL-112 Sports (1960–62)
- ZIL-412 S (1962)

### Diverse
- B-3 half-tracked transporter
- ZIS-152 armored personnel carrier
- PES-1 amphibious vehicle (1966)

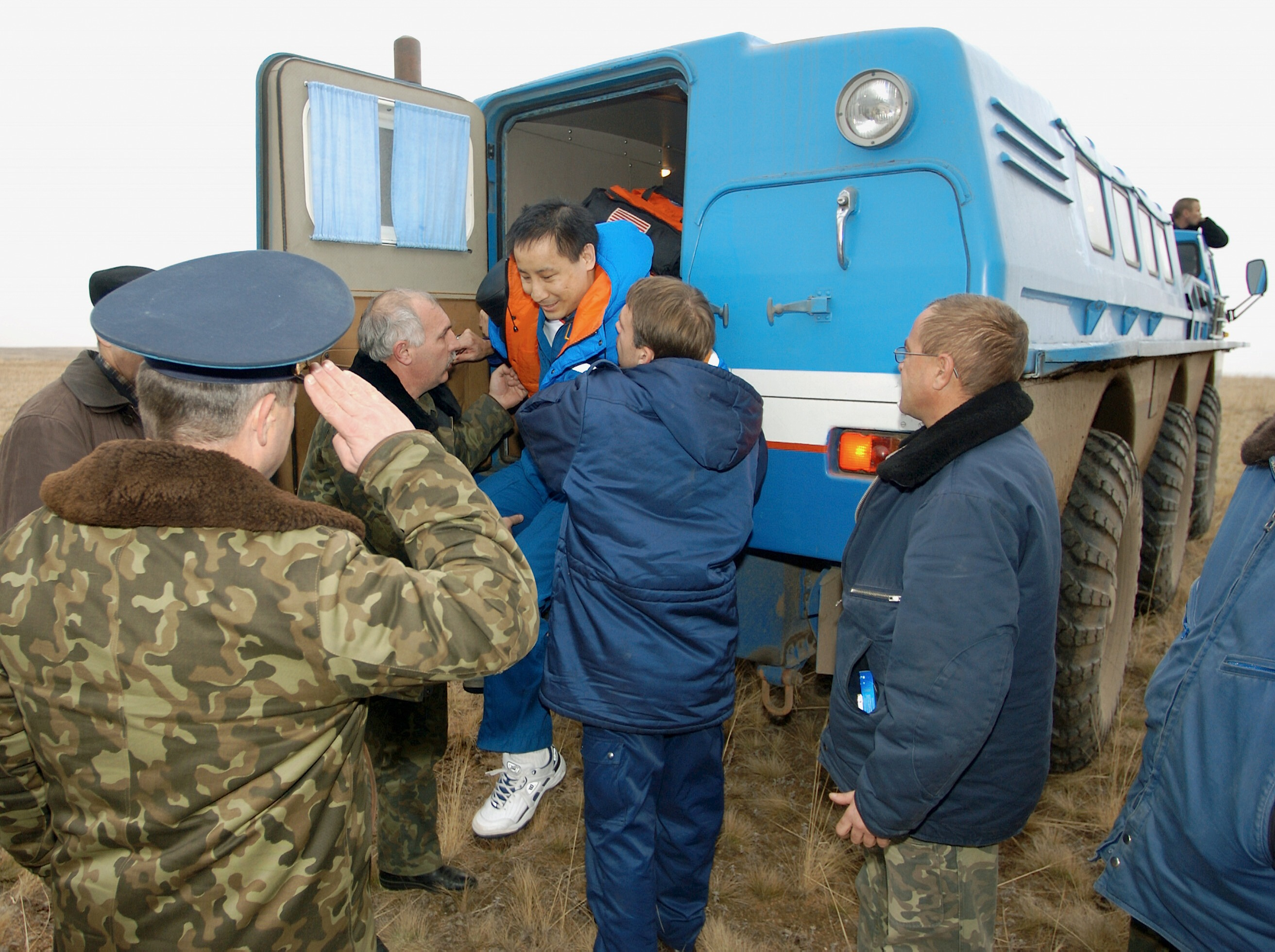
Astronaut Edward T. Lu, having landed with Soyuz TMA-2, is being recovered with a ZIL-49061 vehicle.

- ZIL-PKU-1 pneumatic tracked off-road vehicle (1965)
- ZIL-SHN-1 Amphibious Screw Vehicle (1968)
- ZIL-29061 Amphibious Screw Vehicle
- ZIL-4904 Amphibious Screw Vehicle
- ZIL-49042 prototype for "Bluebird" (1973)
- ZIL-4906 (1975?) "Bluebird" 6-wheeled amphibious vehicle, designed to carry the ZIL-2906. Used for the recovery of Soyuz capsules.[1]
- ZIL-49061 (1975?) Amphibious rescue vehicle, passenger version of the ZIL-4906. Used for the recovery of Soyuz crews.